# 福建土楼
福建土楼，又称客家土楼，是一种在福建省巨型圍繞式建築，它利用不加工的生土来作为承重牆，外形又像把空旷的内地包围起来，因此用“圍”字或“土”形容這種建築。
其功能是四代同堂、居防合一，总数约三千余座，主要分布地区包括中國福建省的龙岩市永定区和漳州市南靖县、詔安縣、平和縣、華安縣。福建土楼是中国东南地区、東南亞華人的特色民居，起源於唐末宋初，在明末時期就已經發展成現在的佈局，在民國時期數量明顯增多。土樓是華北-中原地區的漢族移民为了躲避戰爭而遷移至南方定居的全家大院，出於自身安全考量，於是極端強化了建築的防禦功能。因為中國總是週期性的發生朝代更替，所以這種適合防禦的大家族混居的建築形式一經發明，就被迅速擴散至福建各地，成為當地居民生活的一部分。
福建土楼因為其依山就势、就地取材、囊括全族的便利性，被認為是中国各式民居中的一個大分類。

## 名稱
在1970年代之前，在中國本土都普遍流行「客家圍楼」一词，最著名的围楼如振成楼、承启楼、田螺坑等圍楼群的住户均為客家人，導致此建築被誤認為是客家人獨有的建築形式。随后中國大陸调查研究发现，漳州和泉州地區有閩南人也有居住在福建圍樓，所以意識到把圍楼的前綴加上“客家”一詞是不够全面的，2006年開始中國大陸学界转用「土楼」一词概括所有福建地區的围樓，
在馬來西亞、印尼則多用圍樓一詞，因為「土」字在中國文化中含有貶義，以土樓稱呼的情況較少。

## 历史及發展沿革
以客家圍樓為代表的該類型建築，興建高潮是在中國動亂與客家族群由中原向南方遷移之際。這些時期包含唐末黃巢之亂、南宋政權南移與明末清初。直至17世紀之後，不但讓客家人最後定居於中國東南沿海，也讓土樓分佈地點以中國閩粵地區為大宗。出于抵御山林野兽、强盗的需要，并体现儒家思想下大家族共同生活的理想，乃建造此种形式特殊的建筑。
土樓最早出現在明代的文獻。其中《重修虔台志》記載著閩西的土匪於嘉靖三十八年（1559年）在永安與連城的交接處建立了兩座福建圍樓。而1573年的《漳州府志兵防志》則記載漳州地區居民開始建築土寨以抵禦海寇的騷擾。
根据黄汉民和曾五岳的看法，圍楼的起源，可追溯到唐朝陈元光戍兵漳州，58姓落户闽南。闽南许多圆形山头，至今还遗留古代兵寨的遗迹。圆形的山头自然不宜筑方形山寨，因此山寨遗迹多呈圆形。这些圆形山寨便是圆福建圍楼的原型。最初的圆形兵寨只有一层，后来逐渐演变为民居，为了节省耕地，便向高发展，成为多层圆土楼。客家系由中原迁移到闽南，带来中原的四合院形式，又因防卫需要，建立厚土墙，这便是最初五凤楼和方土楼的来源。由于圆形的土楼，可以用同样长度的外墙，包围着最大的公共庭院，在高层了望点的视野，比方楼宽阔，因此也被客家人纷纷采用。
然而這個看法卻備受質疑，首先關於陳元光的詳細事蹟於正史並無記載，而其府治雲霄縣，留下的只是一座古堡，還有零星的土樓，都是清代建造的，難以說明土樓的起源和陳元光有兵寨有任何關係。其次，漳州地區的土樓，絕大部分集中在詔安縣、平和縣、南靖縣等地區。這些縣也是漳州客家人的主要分佈地，而且圍樓的居民也是客家人為多。最後，圓土樓不止分佈在福建漳州，更廣泛分佈在廣東省饒平縣、大埔縣等地區。當中的南陽樓、尊君堡、道韻樓和中憲第的落成年代，比漳州地區最早的土樓齊雲樓、一德樓還要早得多。
1971年李约瑟在《中国的科学与文明》卷四第三册中，介绍了“最特别的中国民居”——福建省的客家民居。
1986年日本东京艺术大学教授茂木计一郎带领十多人的考察组来到福建考察，回国后出版专著，举办展览。他报告：“在布满梯田的谷间，圆土墙的建筑物，星星点点地散布在群山之间。如同自天而降的黑色飞碟一样，环形屋顶漂浮荡漾在烟雾之中。”神秘的福建圍楼于是为外界公众所悉知。
1986年中国邮政发行了以圍楼为图案的“福建民居”特种邮票。
1999年美国盖蒂保护所副所长内维尔·阿格纽（Neville Agnew）到福建南靖考察福建圍楼。他说：“这是我所见到的最漂亮的与周围环境协调的民间建筑”。
2002年1月31日，中国国务院文化遗产委员会向联合国教育科学文化组织申报，列入联合国世界文化遗产后备名录#1689 “福建土楼”。
2008年7月6日 中国“福建土楼”在加拿大魁北克城举行的第32届世界遗产大会上，被正式列入《世界遗产名录》。福建土楼四十六处被正式列入世界文化遗产名录，包括永定初溪土楼群、洪坑土楼群、高北土楼群，南靖田螺坑土楼群、河坑土楼群，华安县大地土楼群，以及衍香楼、振福楼、怀远楼、和贵楼。
截至2013年为止，福建福建圍楼永定景区和南靖景区分别接待游客313万人次和172万人次。

## 土楼分類

### 按建筑内部结构分类
黃漢民根據福建圍樓的內部結構，將福建地區的圍樓分成了兩種：
- 内通廊式圍楼（客家圍楼），俗稱“圍龍屋”：圍楼内住户拥有从底层到顶层的单元，各从二层以上，各房间门前有环形走马廊，每层有四五部公用楼梯。内通廊式土楼主要分布在福建省客家人聚居的永定县，又称为客家圍楼，以永定县湖坑镇振成楼为代表。

- 单元式圍楼（闽南圍楼）。单元式土楼各层没有连贯各户的走马廊；圍楼分割为一套套垂直单元，各单元有独立的门户，有独立的庭院，有独立上下楼梯[14]。单元式土楼主要分布在福建省西南闽南民系聚居的地区，又称为闽南土楼，以华安县二宜楼为其代表。

單元式的福建土樓雖然分佈在閩南漳州地區，不過居住者大部分卻是漳州地區的客家人。比如土樓最多的詔安縣、南靖縣和平和縣裡，大部分土樓分佈在客家人聚集的鄉鎮，少部分在客家人和閩南人混居的鄉鎮。由此可見將“內通廊式土樓”和“單元式土樓”等同為“客家土樓”和“閩南土樓”是不嚴謹的。

### 按建筑外形分类
圍樓若依形狀分，約可分為圓樓、方樓、五鳳樓。另外還有變形的凹字型、半圓型與八卦型。其中，以圓樓與方樓最常見，也常常兩形狀並存。占地面積達數千平方公尺且聚族而居的圓樓與方樓以簡單幾何形建築構築於山嶺狹谷之間，人造建物與週遭翠青自然景觀形成強烈對比。1980年代中國經濟開放後，以圓土樓與方土樓為主的閩南及廣東土樓景觀引起世界各國旅遊業注目。其中，若以上方俯視，更能顯現出來該建築圖樣的感動力。
- 圓樓為圓形的土樓，闽南人称之为圓寨土樓。其用途重於防衛，因此該名稱嵌「寨」之名。雖然該形狀的土樓不是最多，但是面積通常最為龐大。面積最大者甚至可達72開間以上。通常圓樓的底層為餐室、廚房，第二層為倉庫，三層樓以上的所在才為住家臥房。其中每一個小家庭或個人的房間都是獨立的，而以一圈圈的公用走廊連繫各個房間。這些設計，通常也是著重防禦功能。
- 方樓是圍樓中最為普及。該建物類型的特徵，是先夯築一正方形或接近正方形的高大圍牆，再沿此牆擴展該樓其他建物。而擴建的制式規格通常是敞開的天井與天井周圍的迴廊。這些相同建造樣式的樓層堆積起來，最高甚至可達六層樓。最後使用木製地板與木造棟樑，加上瓦片屋頂，即成為土樓中最普遍的方樓。
- 五鳳樓又名大夫第、五鳳樓、府第式、宮殿式或筆架樓。其名雖同，但有些許差距。以兩廂房，一門樓等細部構造組成的該土樓類型，其特色是從外觀看去通常為三凹兩突，彷彿中國古時筆架。五鳳樓主要分布於閩西各縣與漳州。其中，移民台灣的漳州客家人，也將其五鳳樓建築風格帶至台灣。
- 除了圓樓、方樓與五鳳樓之外。以形狀分類的土樓尚有凹字型、半圓形與八卦型等種類土樓。凹字型土樓主要分布於閩南南靖、詔安。半圓形分布於平和與永定，而八卦型的土樓則偶見於永定、漳浦、華安、詔安、南靖和中國廣東東部。其中全中國最大的八卦土樓則為道韵楼。

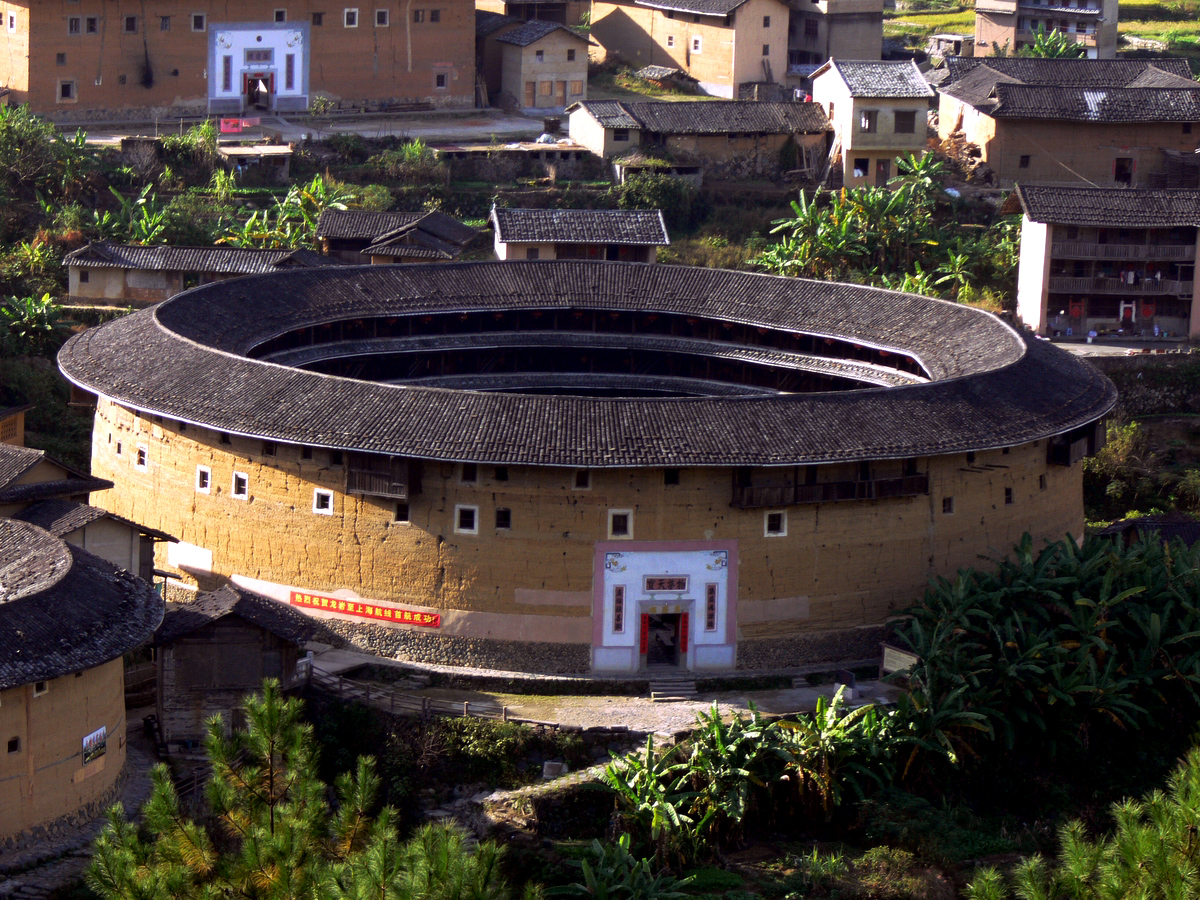
圆形土楼
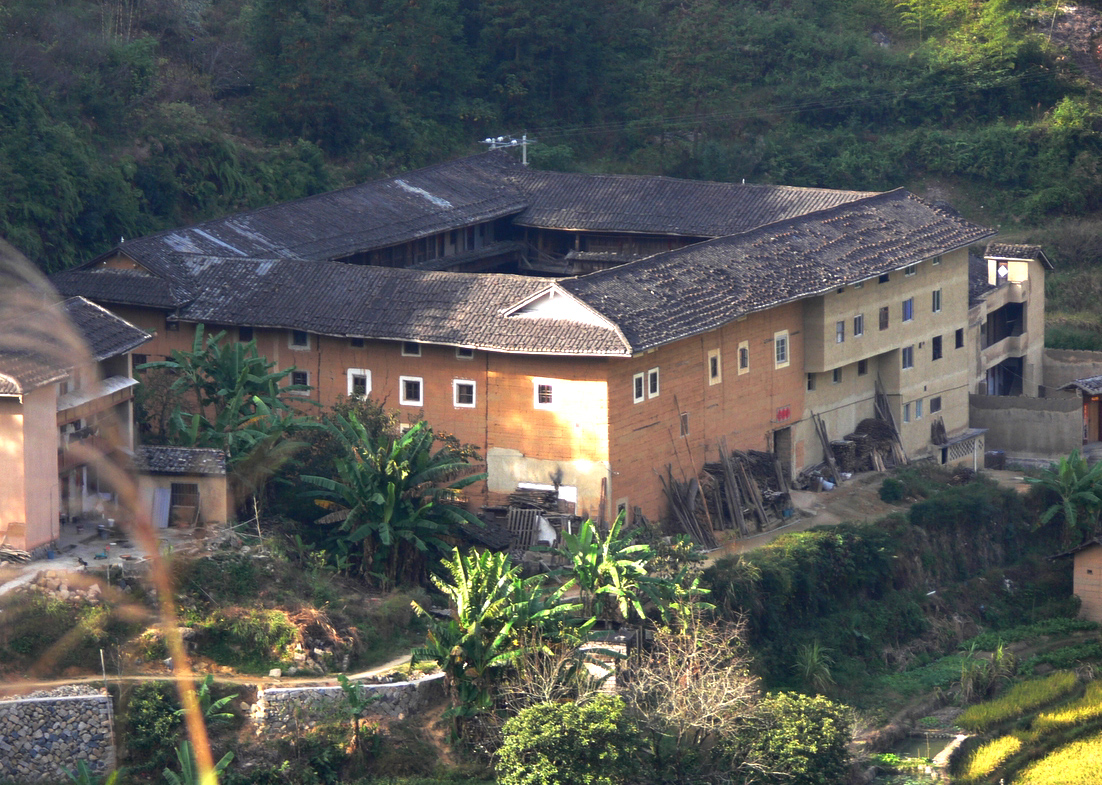
方形土楼
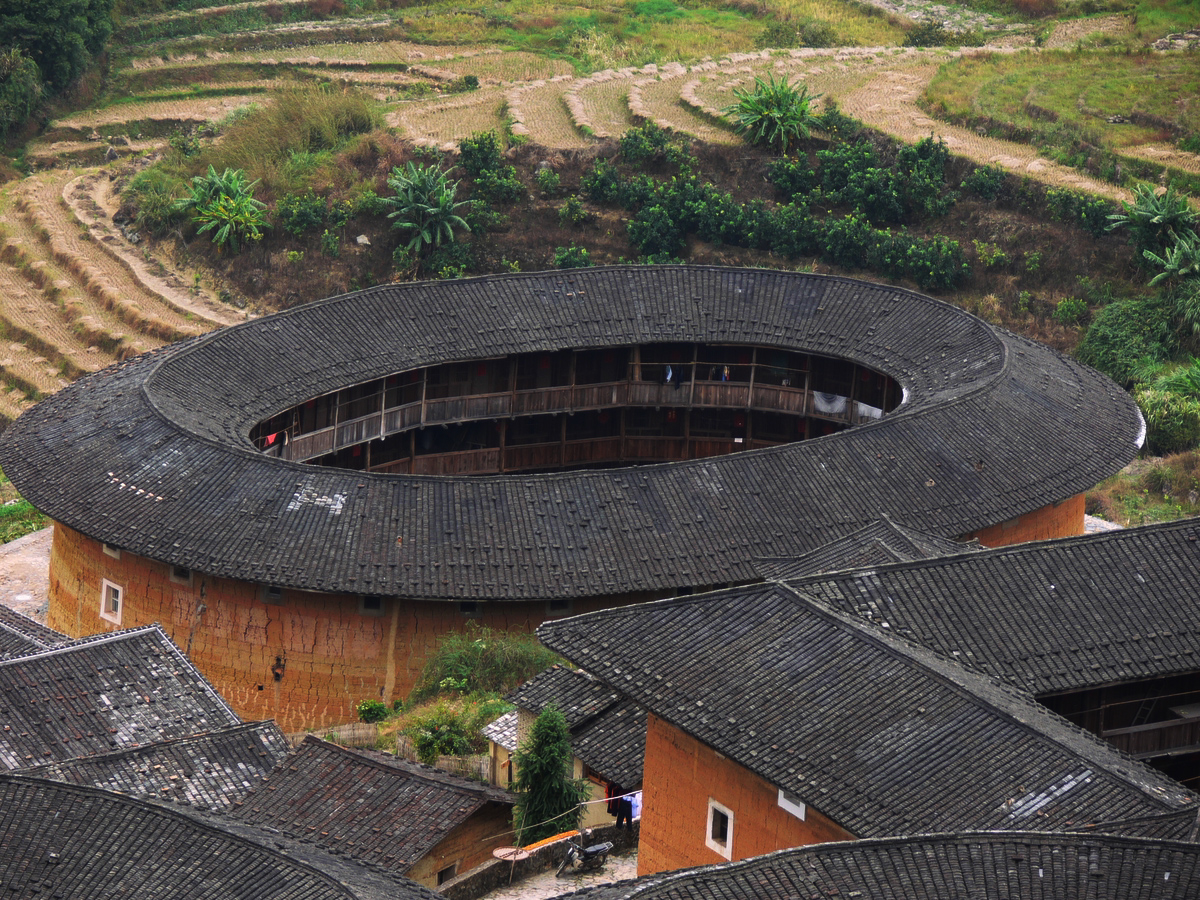
椭圆形土楼
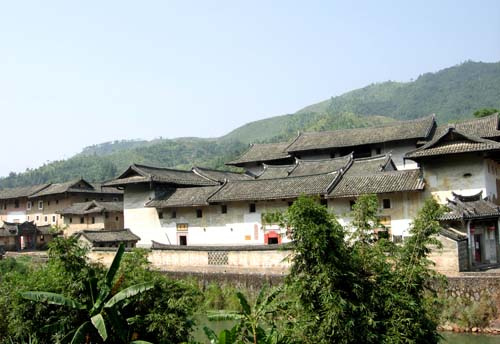
湖坑镇的“福裕楼” 一座典型的五凤楼

## 著名土楼

### 初溪土楼群
初溪土楼群位于永定县下洋镇初溪村，五座圆形土楼和三十一座方形土楼，隐藏在青山绿林之中，依山傍水，错落有致。
其中年代最久远的大圆楼為集庆楼，建于明代永乐十九年（1419年），距今将近600年。集庆楼由两层同心圆环组成，外环高四层，由第一层到第四层，分割成72間互相独立的单元，楼内共有72部楼梯，一户一梯，结构十分独特；走马廊也由木板隔开。
其中最年轻的是善庆楼，建于1979年，天井用花岗岩铺成。

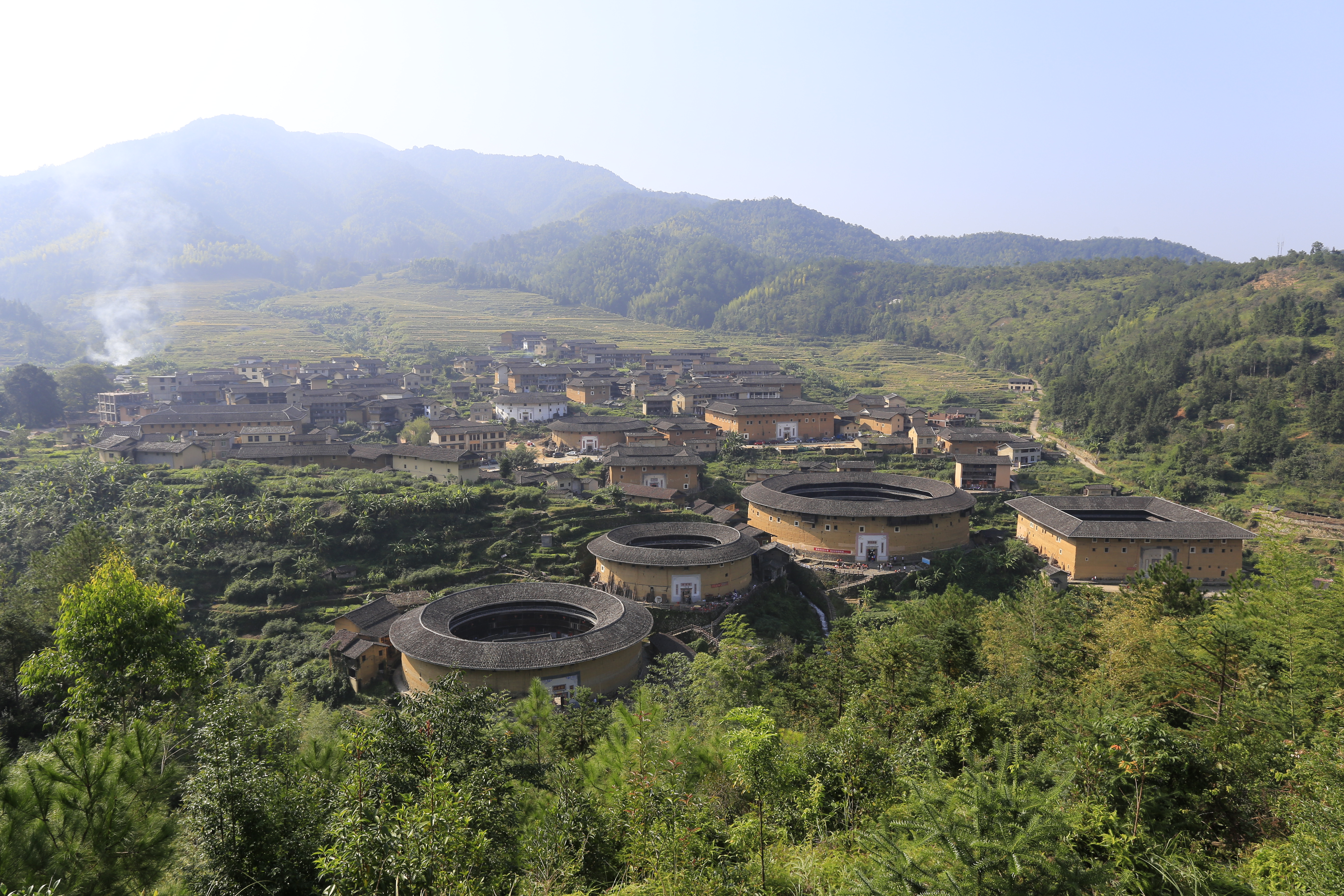
初溪土楼群
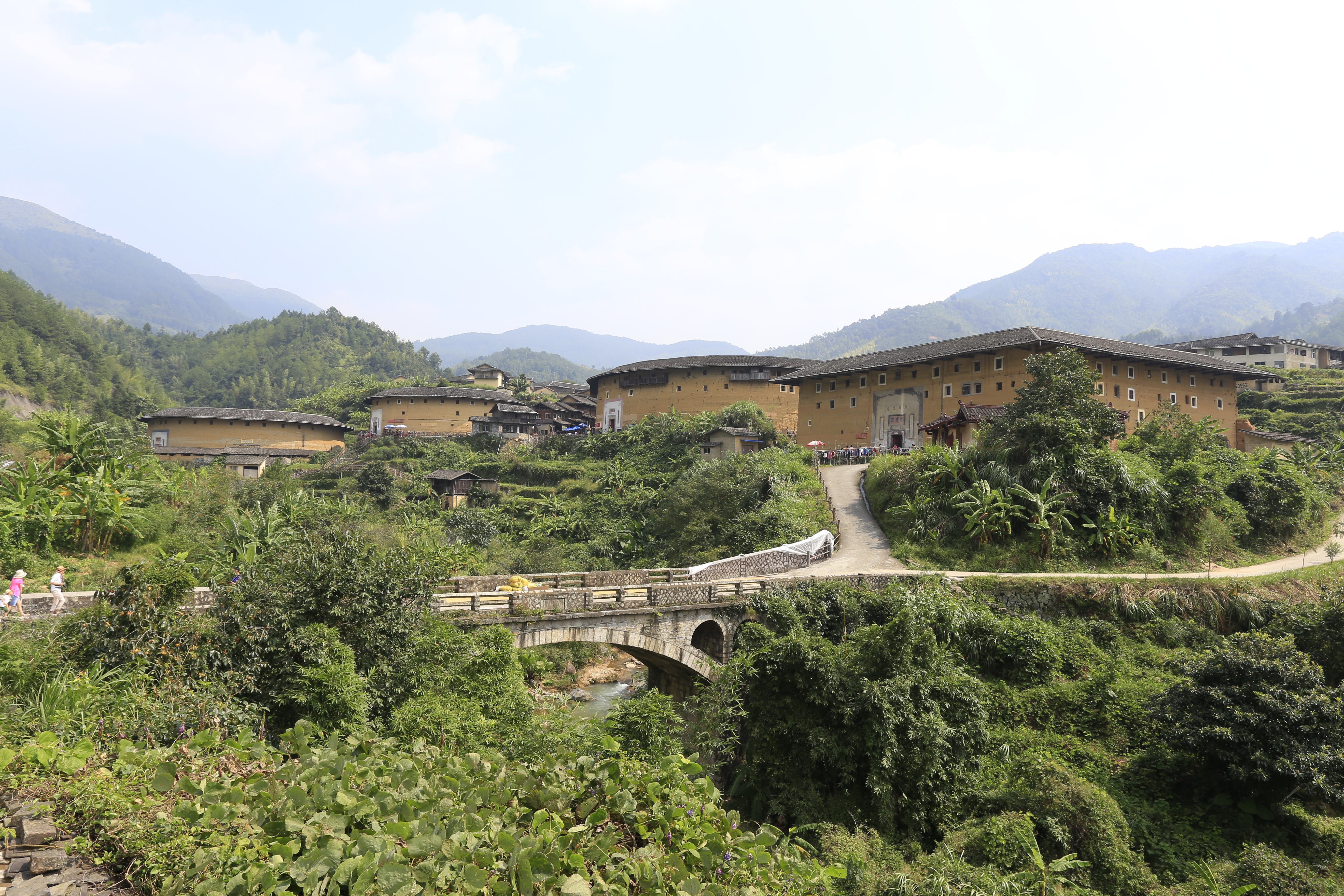
初溪村土楼
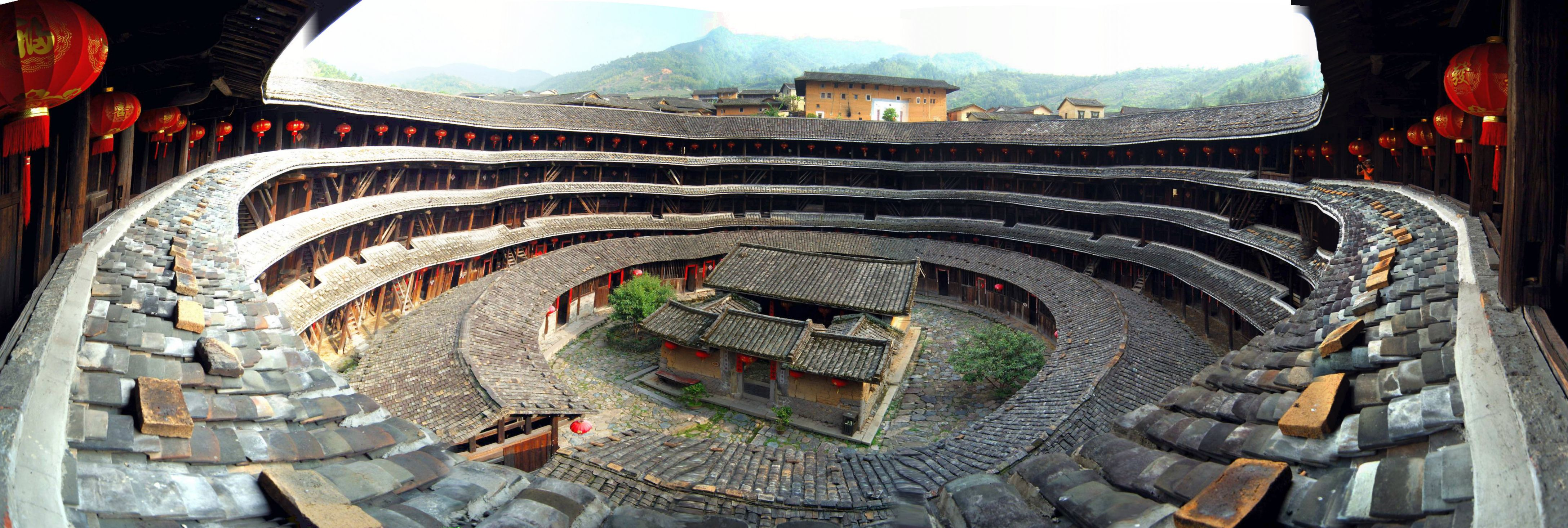
集庆楼内部
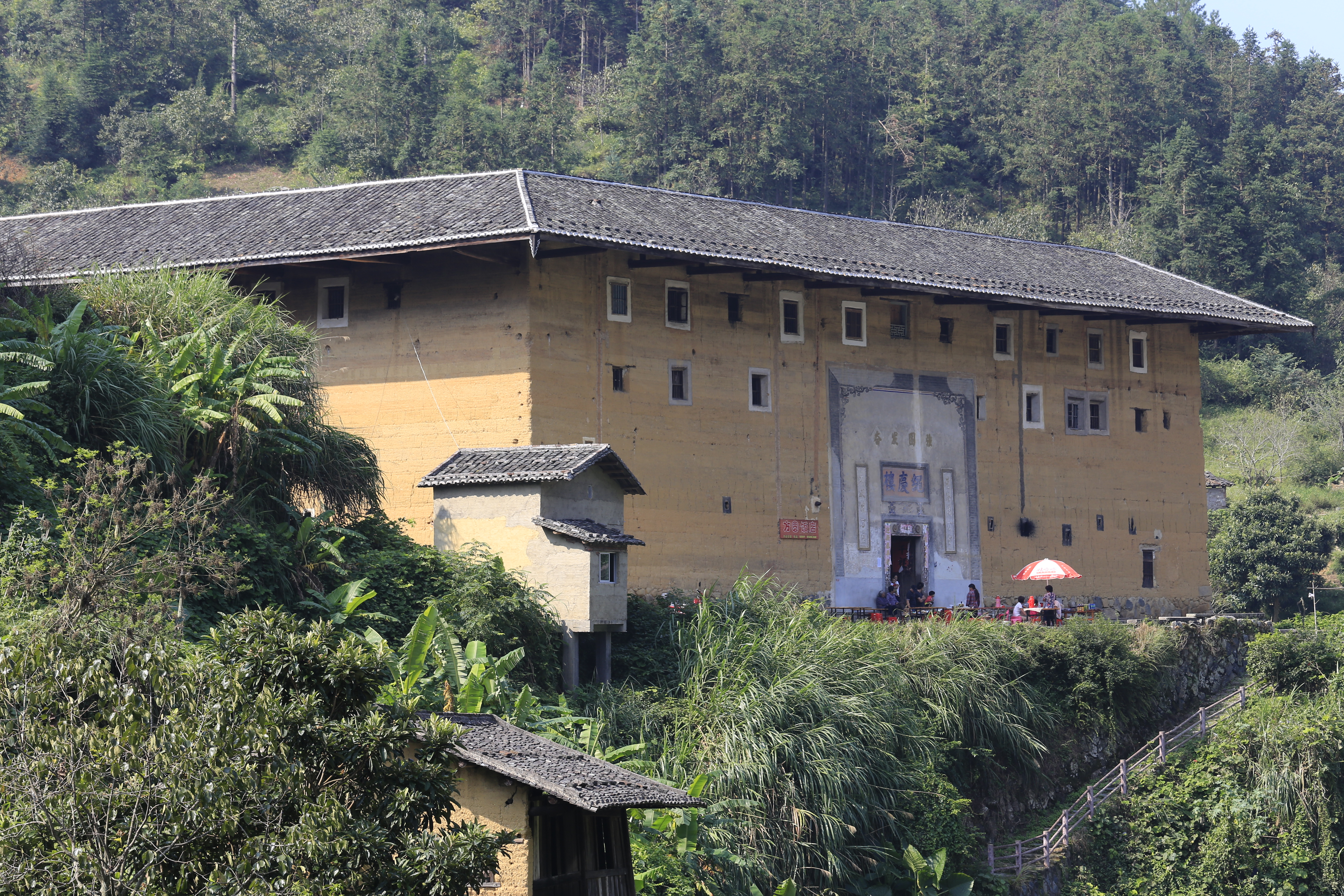
初溪村绳庆楼

### 田螺坑土楼群
田螺坑土楼群位于书洋镇上坂村田螺坑，由一座方楼（步云楼）、三座圆楼（和昌楼、振昌楼、瑞云楼）和一座椭圆形楼（文昌楼）组成，方楼步云楼居中，其余四座环绕周围，因此有“四菜一汤”之称。
文昌楼，椭圆形三层土楼，外长径41.4公尺，外短径30.5公尺，土墙厚1公尺。各层走马廊以出跳代替出檐。

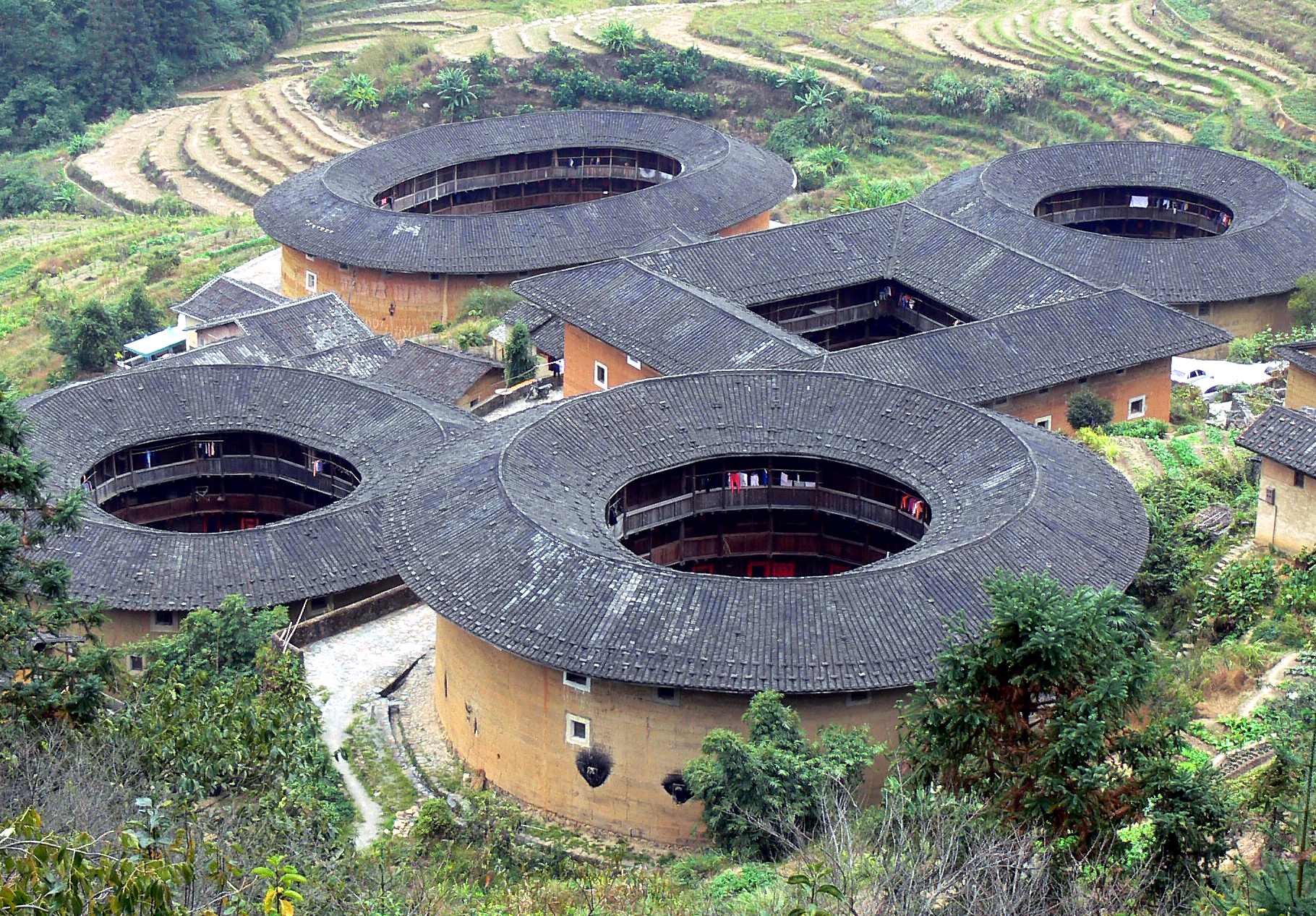
田螺坑土楼群
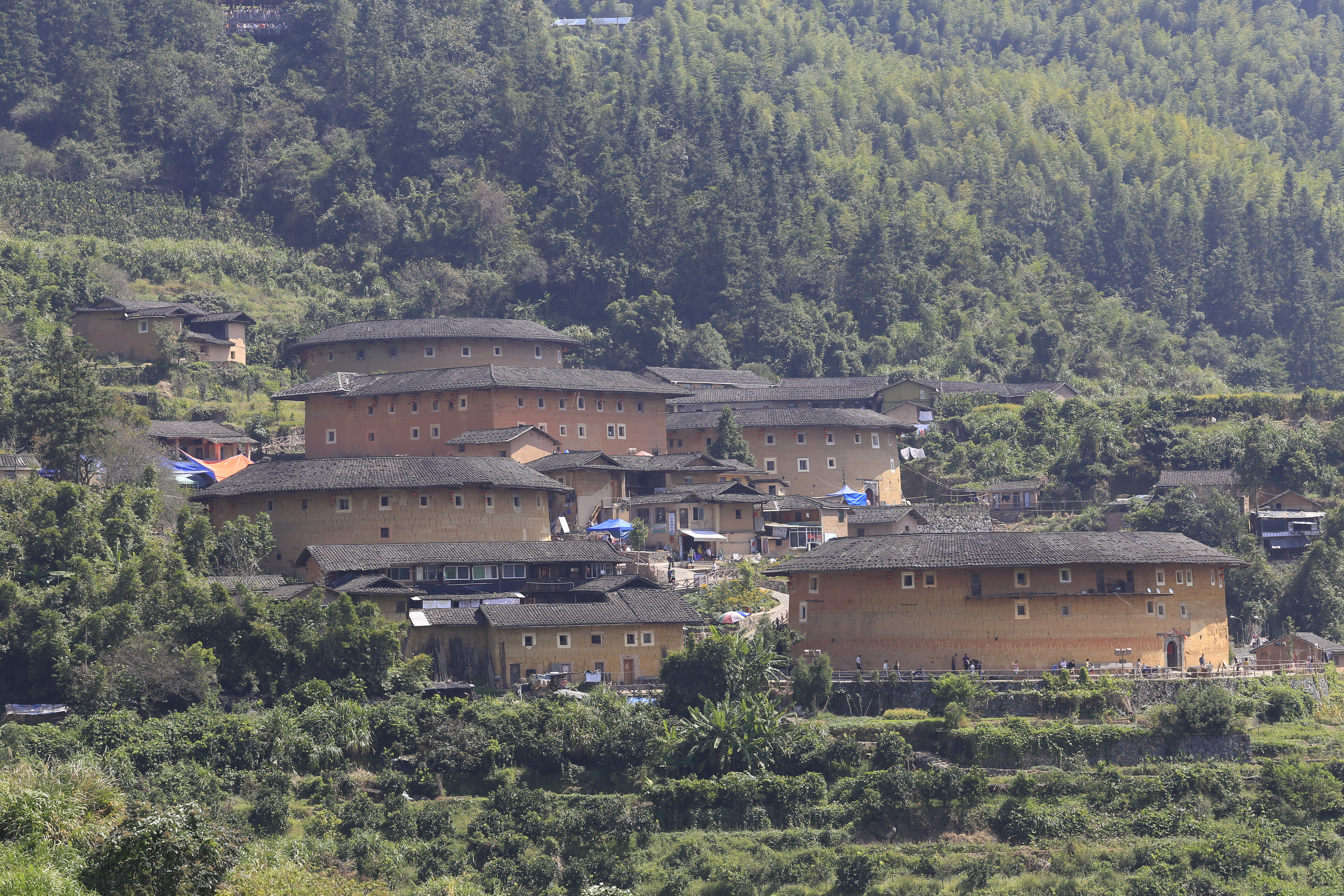
田螺坑村土楼群
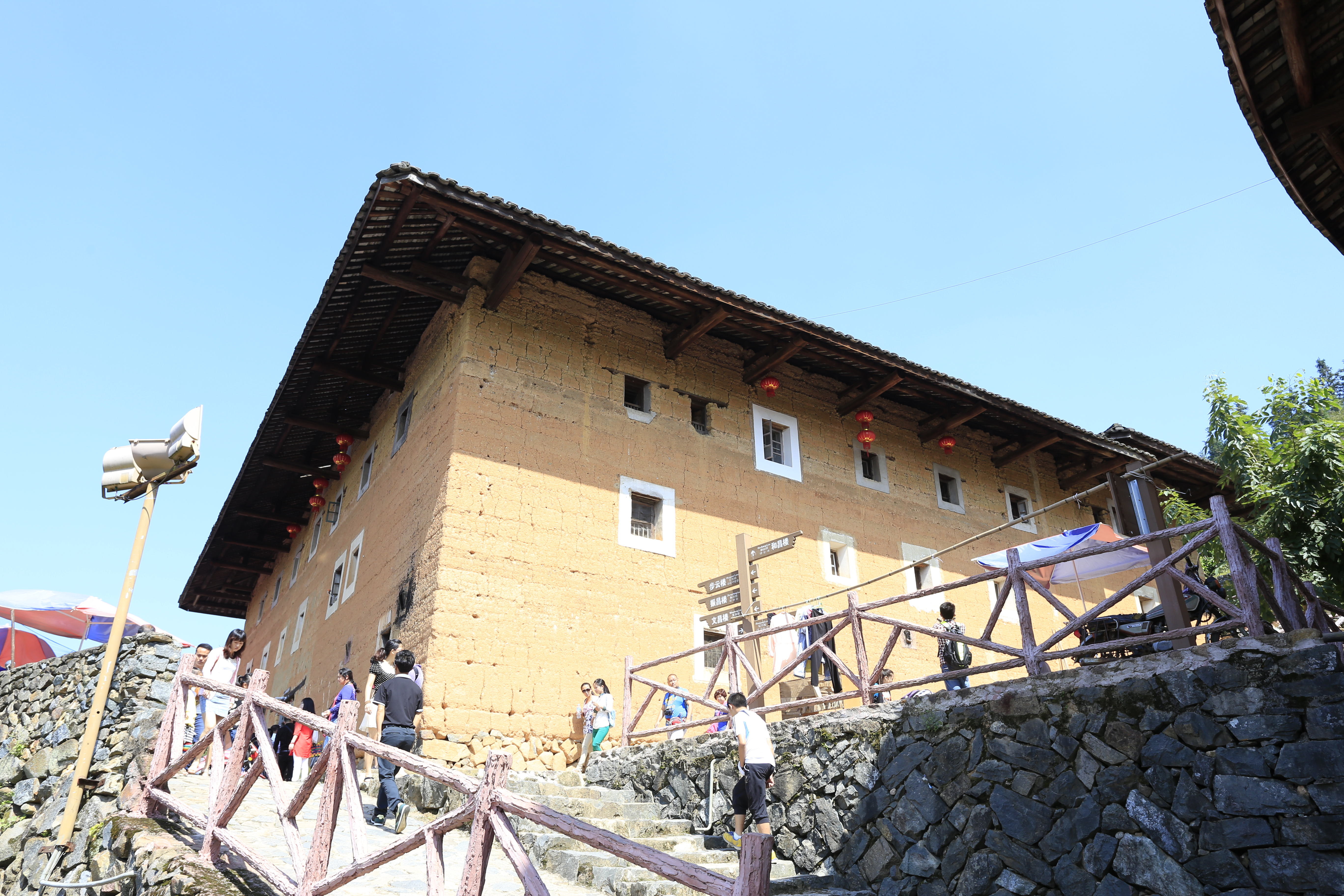
步云楼
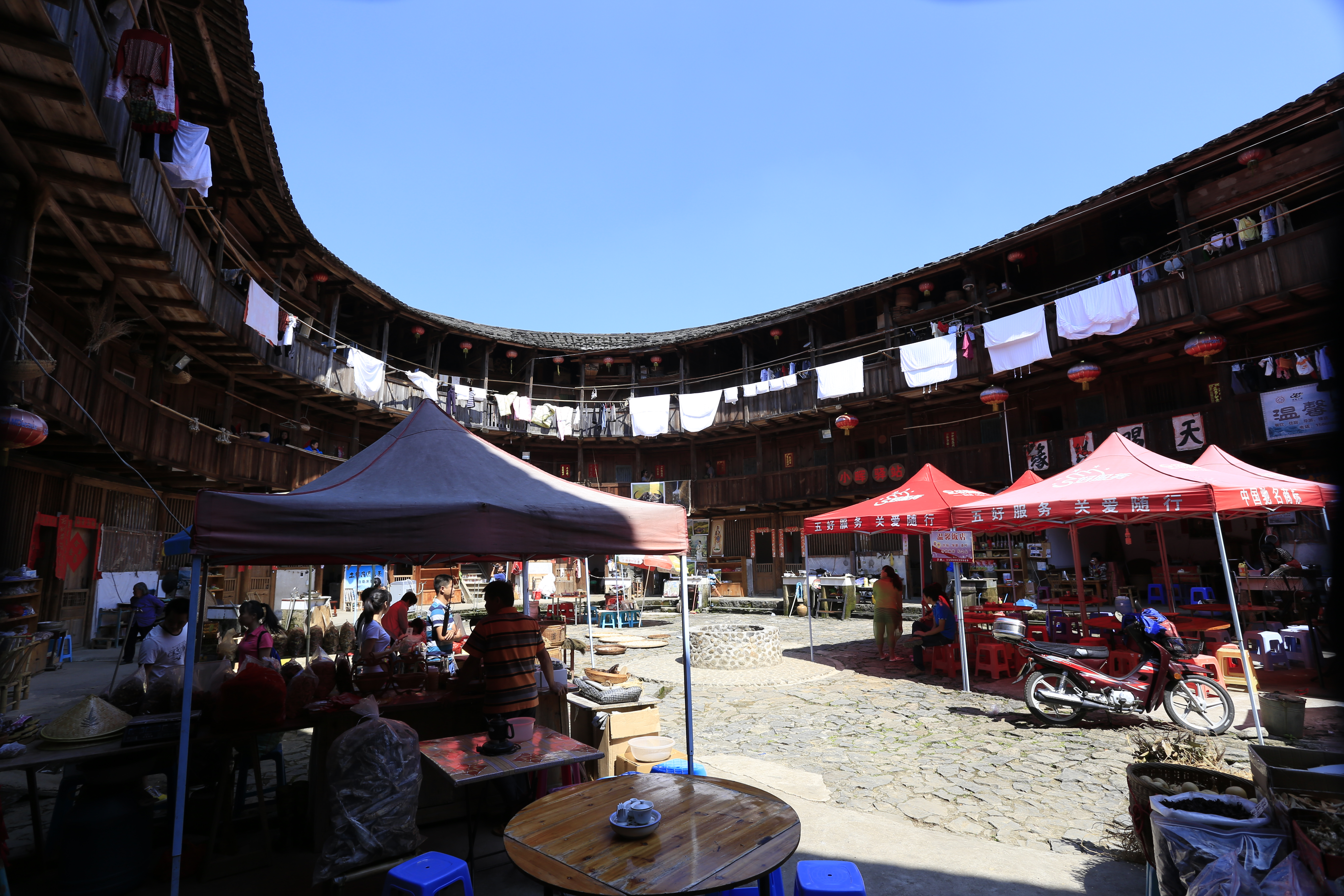
椭圆形的文昌楼内景

### 河坑土楼群
河坑土楼群位于书洋镇河坑村，由十六座土楼组成。
洪坑土楼群位于永定县湖坑镇洪坑村，有土楼四十多座。洪坑土楼群包括振成楼、福裕楼、奎聚楼、光裕楼、如升楼、景阳楼、庆成楼、福兴楼、玉成楼、庆福楼：
振成楼，八卦形同心两环圆楼，始建于1912年，占地5000平方公尺。为烟草商林氏家族后裔所建。外环高四层，16公尺，每层有46开间，共184间房，对称分布四套上下楼梯；外环走马廊铺上地砖、铸铁花式栏杆。内环高两层，共32间房，左右两部楼梯。振成楼内院祖堂，方形平面，中式攒尖屋顶，前有四根希腊式立柱，柱间西洋花瓶栏杆。2001年6月25日被立为全国重点文物保护单位。振成楼建有永定土楼民俗文化村。

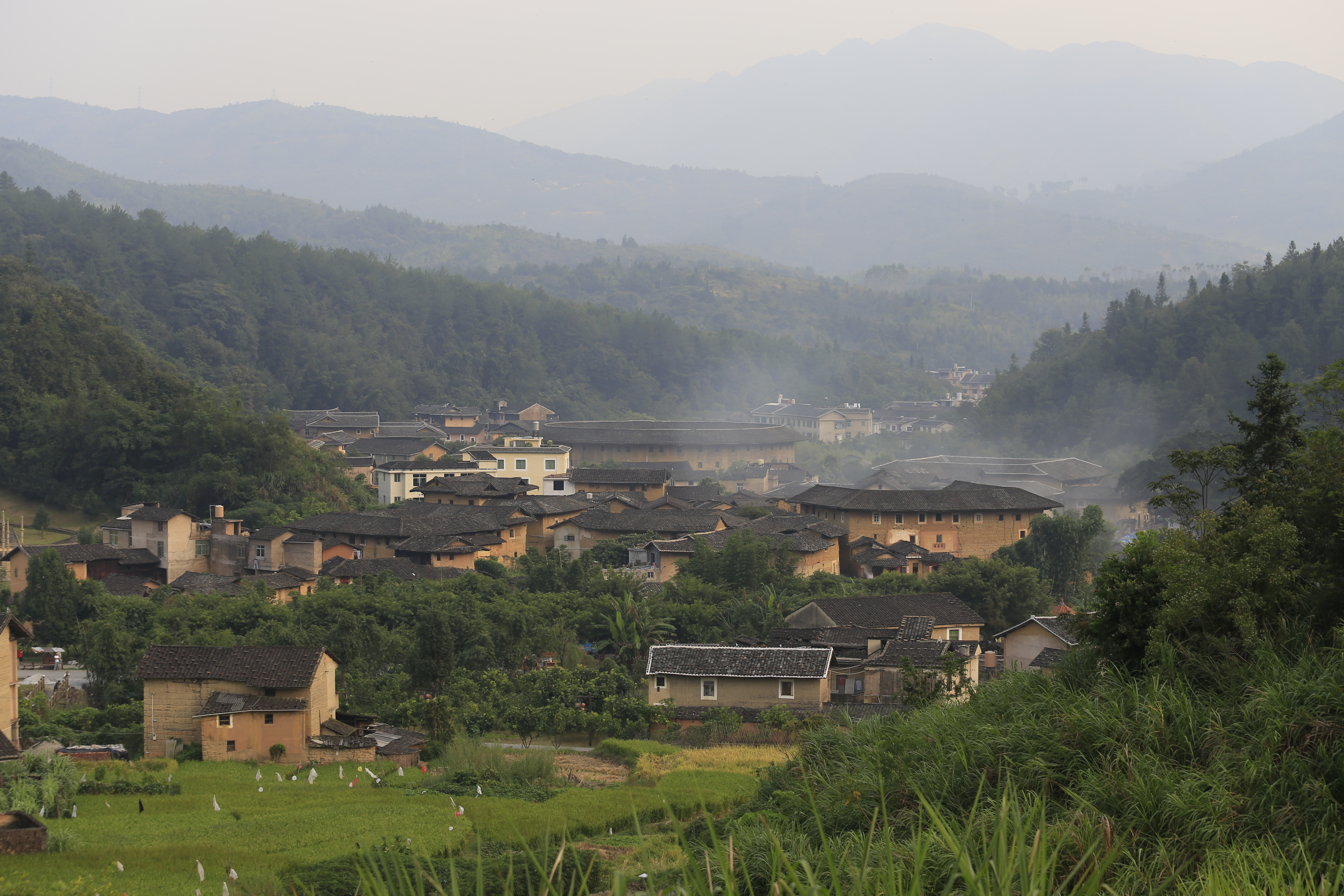
洪坑土楼群
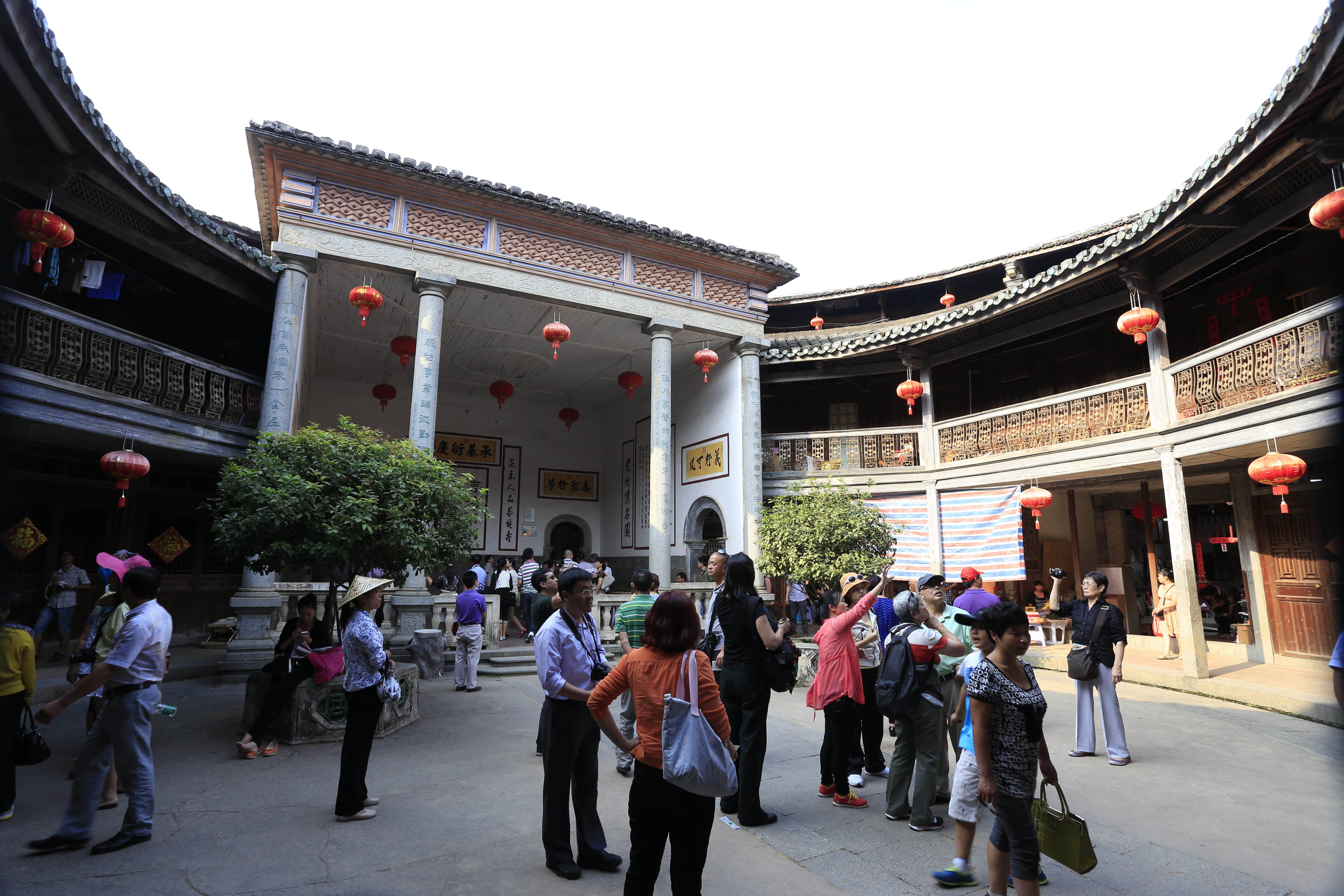
振成楼的中西合璧祖堂
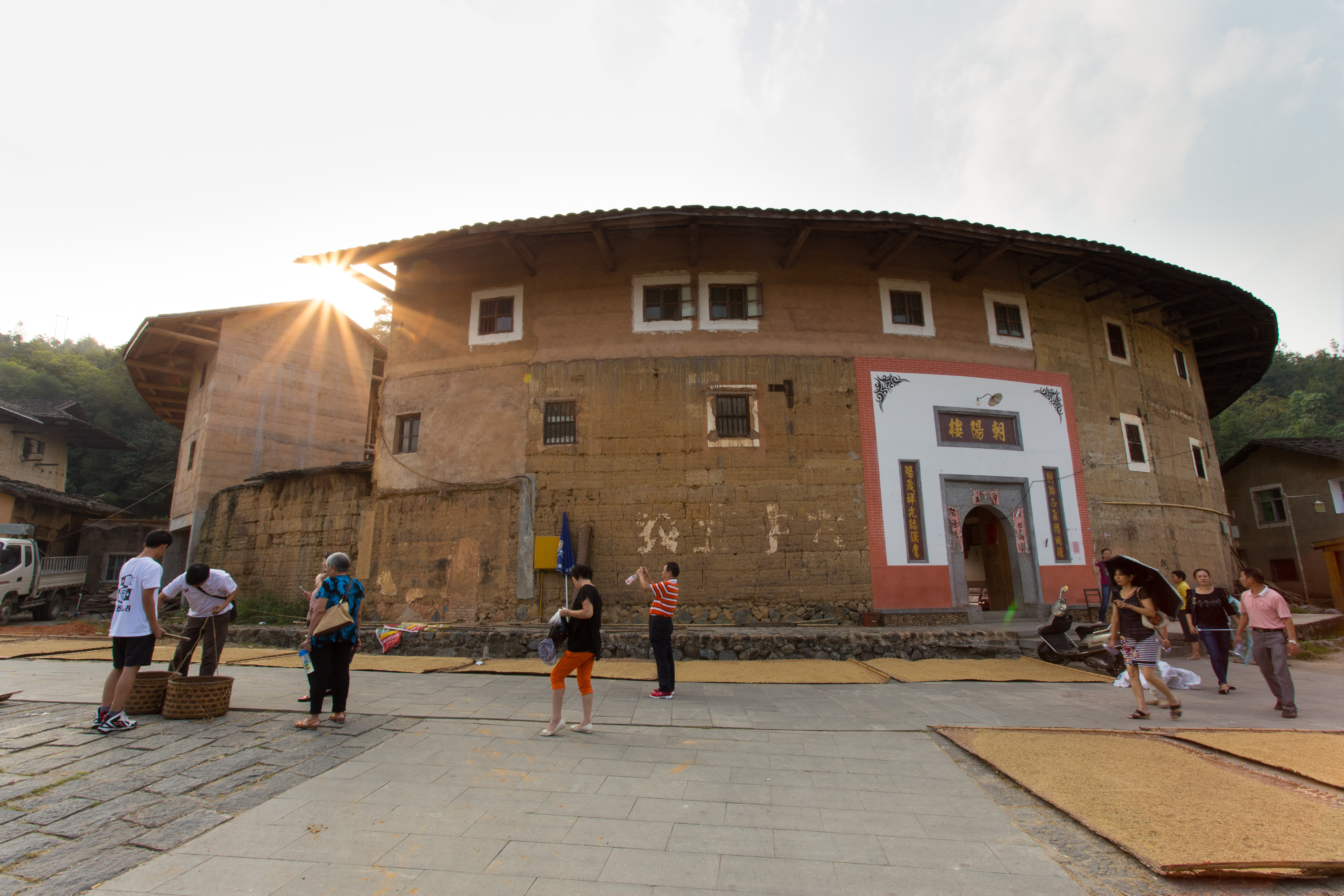
洪坑村朝阳楼
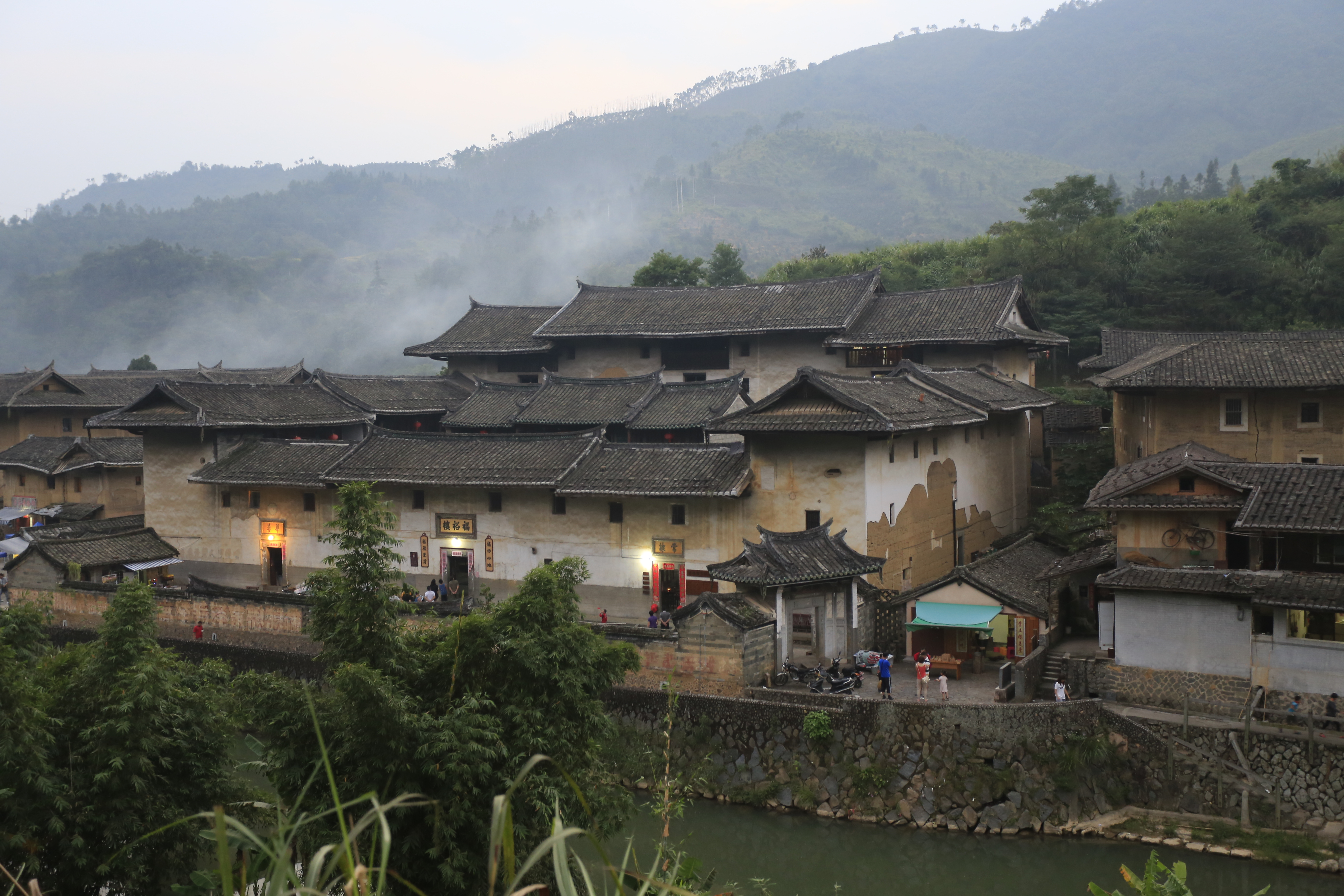
福裕楼

### 高北土楼群
高北土楼群位于永定县高头镇高北村，包括承启楼、五云楼、世泽楼、侨福楼 等
承启楼，四环圆楼，占地5376平方公尺，四百间房。清代康熙四十八年（1709年）竣工。1986年福建民居邮票图案即依照此楼设计。外环高四层，直径62.6公尺，周长229公尺。每层72间房共288房，均匀分布四套上下楼梯。主环的屋顶向外伸延二米余，防止雨水损坏外墙。二至四层走马廊有瓦屋檐挡雨。二环两层高，共80间房，每层40间。第三环一层高，32间房，用作图书馆。第四环是一道围绕祖堂的回廊。承启楼中心祖堂有民国三十一年林森手题笔花庐匾额。承启楼现住江姓57户三百余人。

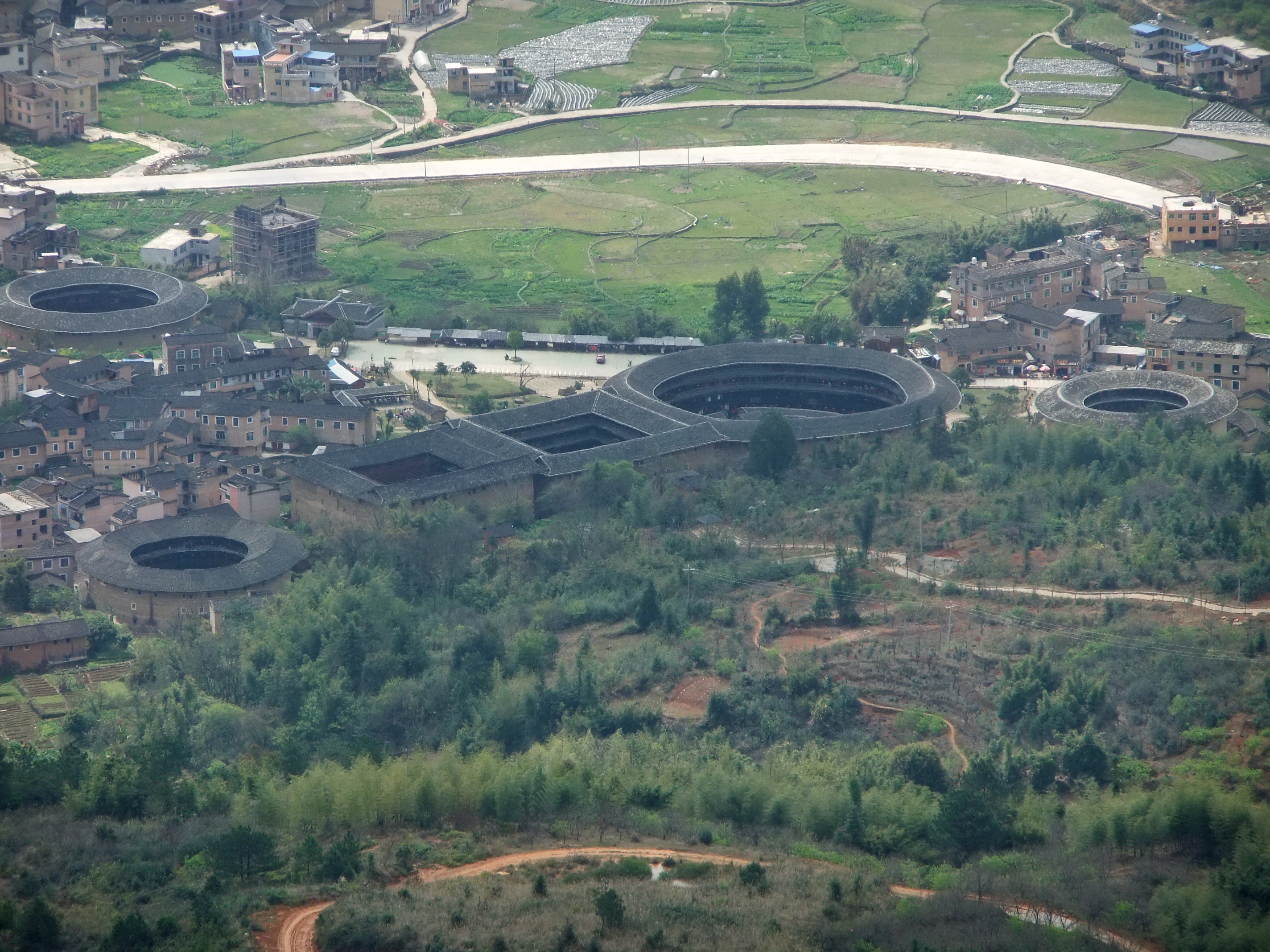
高北土楼群
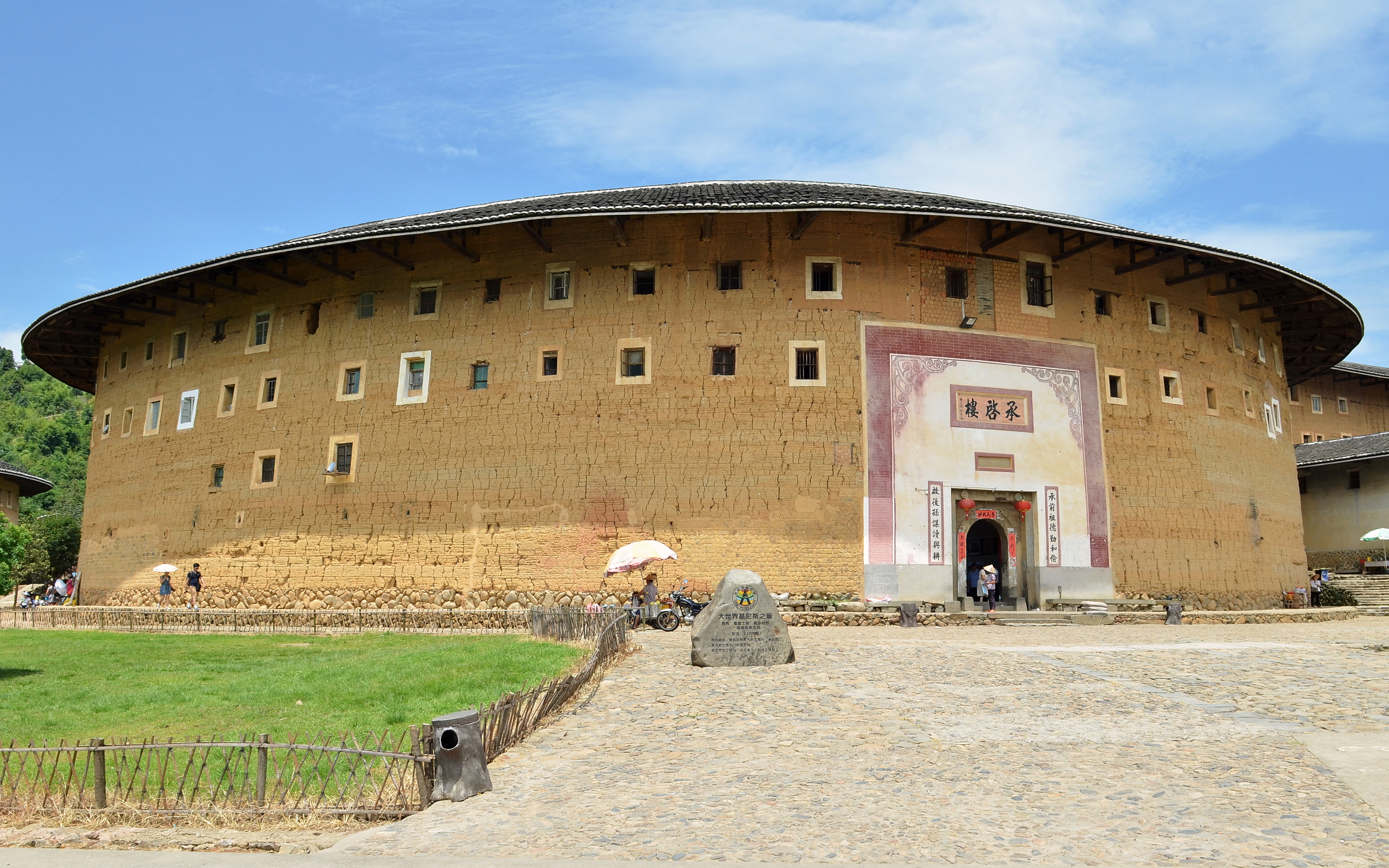
土楼之王承启楼
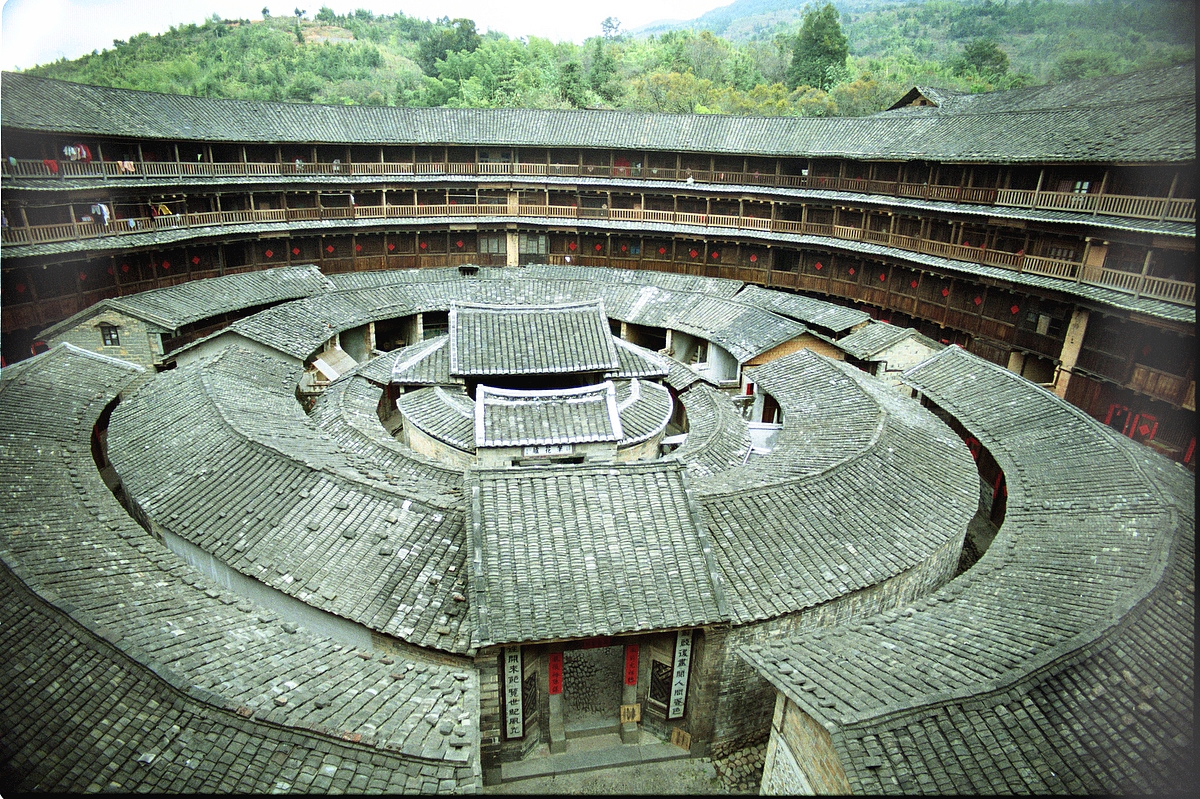
四环承启楼
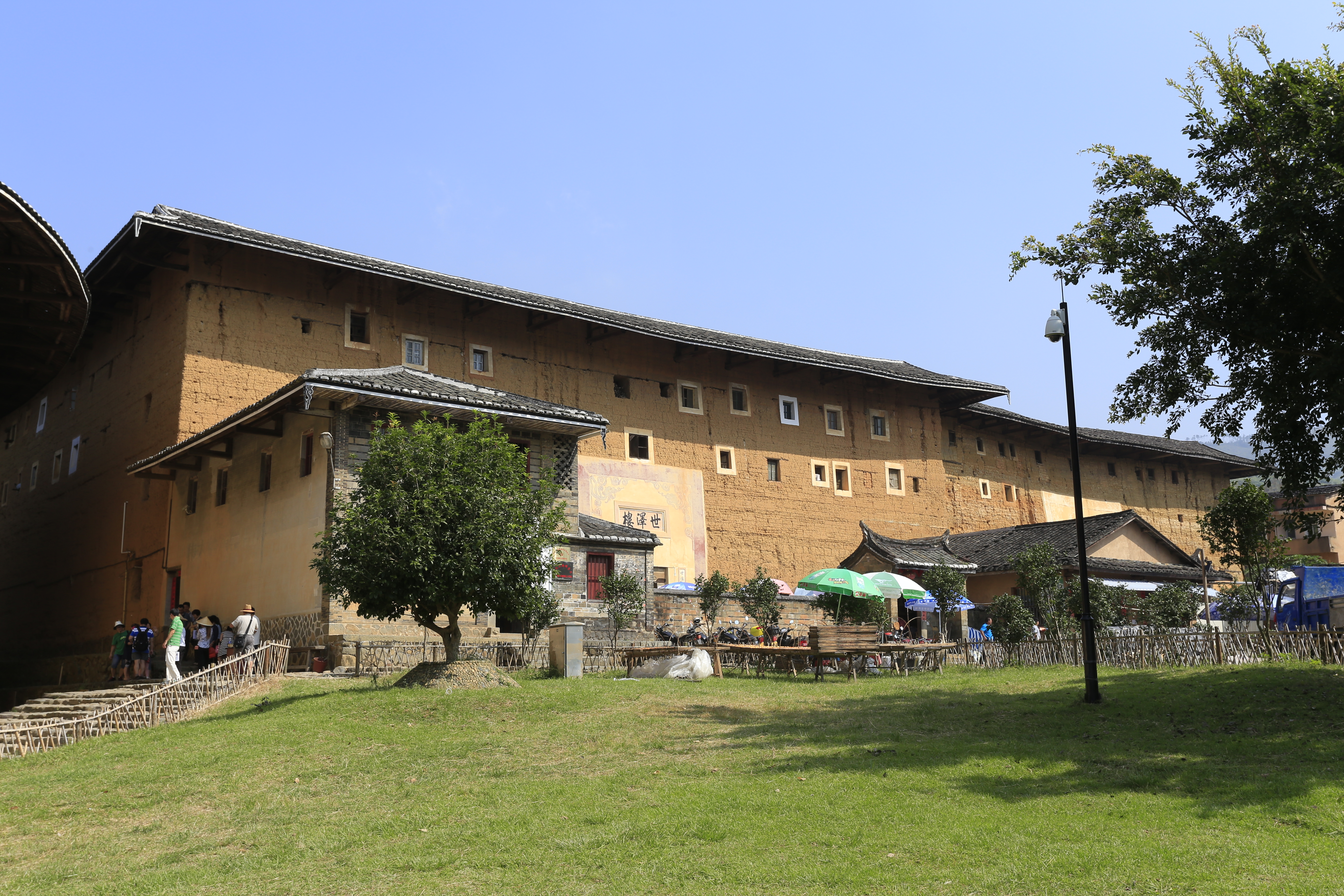
高北村世泽楼和五云楼

### 大地土楼群
大地土楼群位于华安县仙都镇大地村，其中二宜楼乾隆三十五年（1770年）建成，楼内有壁画彩绘952处。1996年12月被中国国务院批准为全国重点文物保护单位。

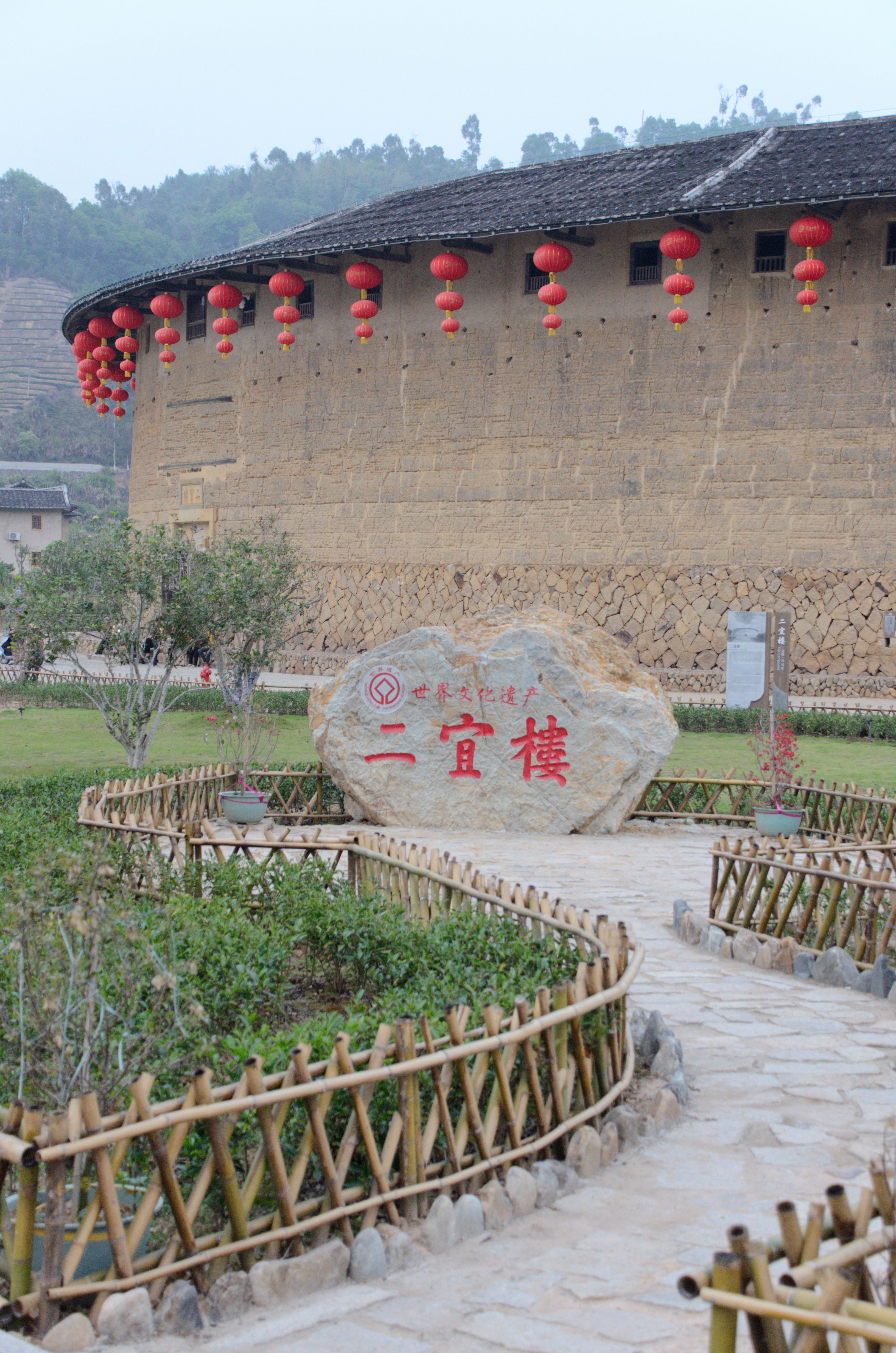
大地村二宜楼文化遗产标识
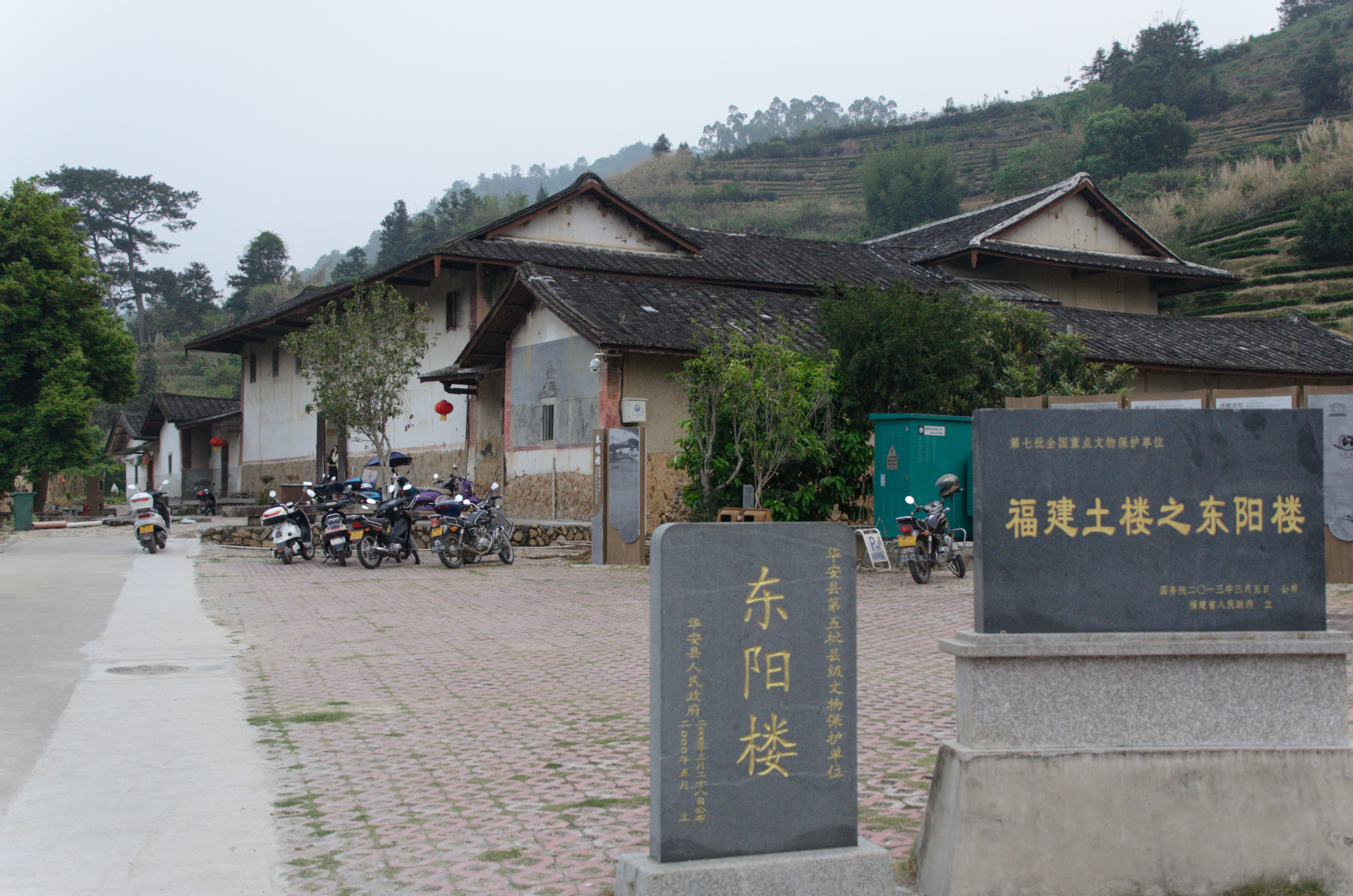
大地村东阳楼
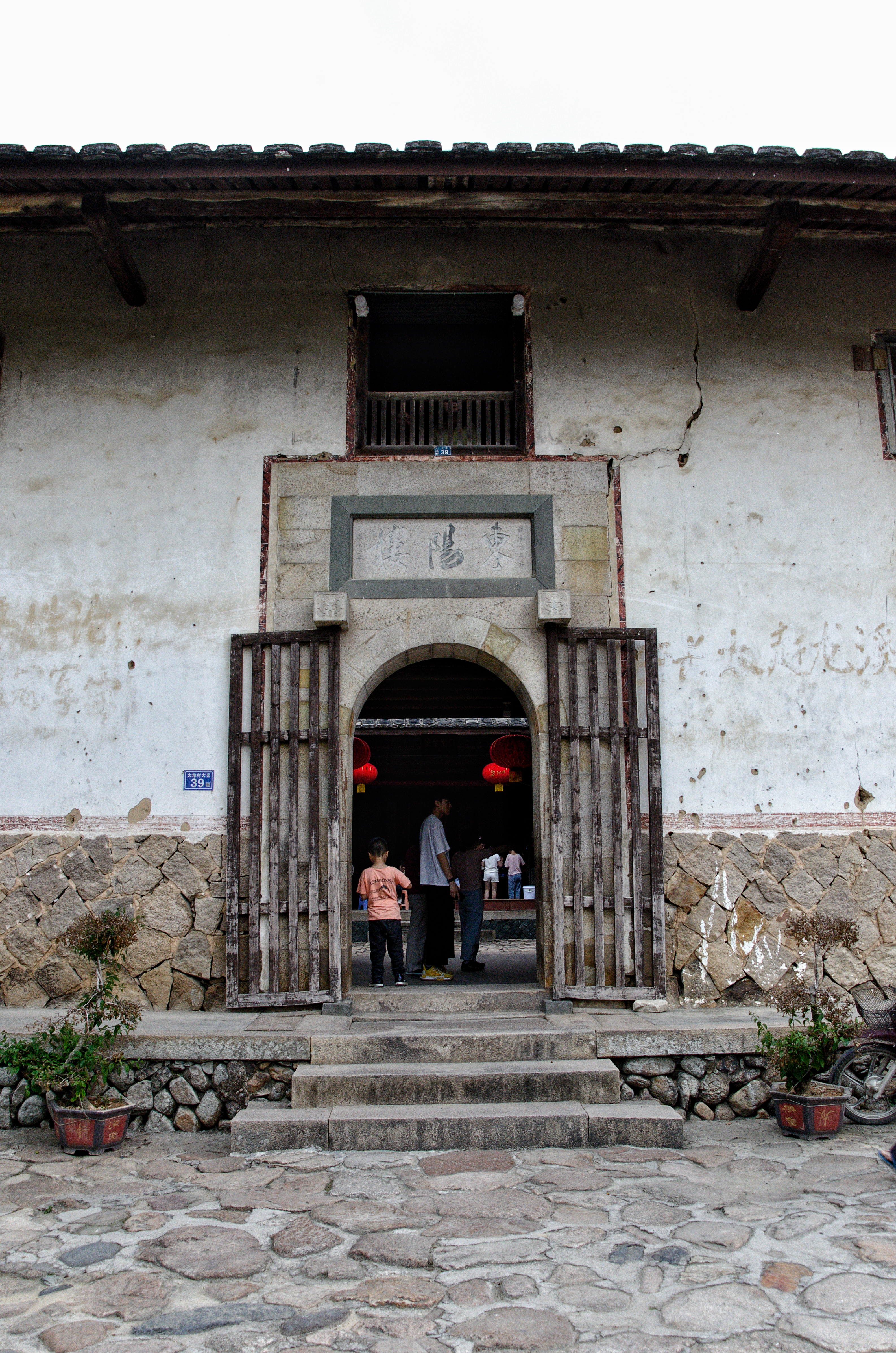
大地村东阳楼正门
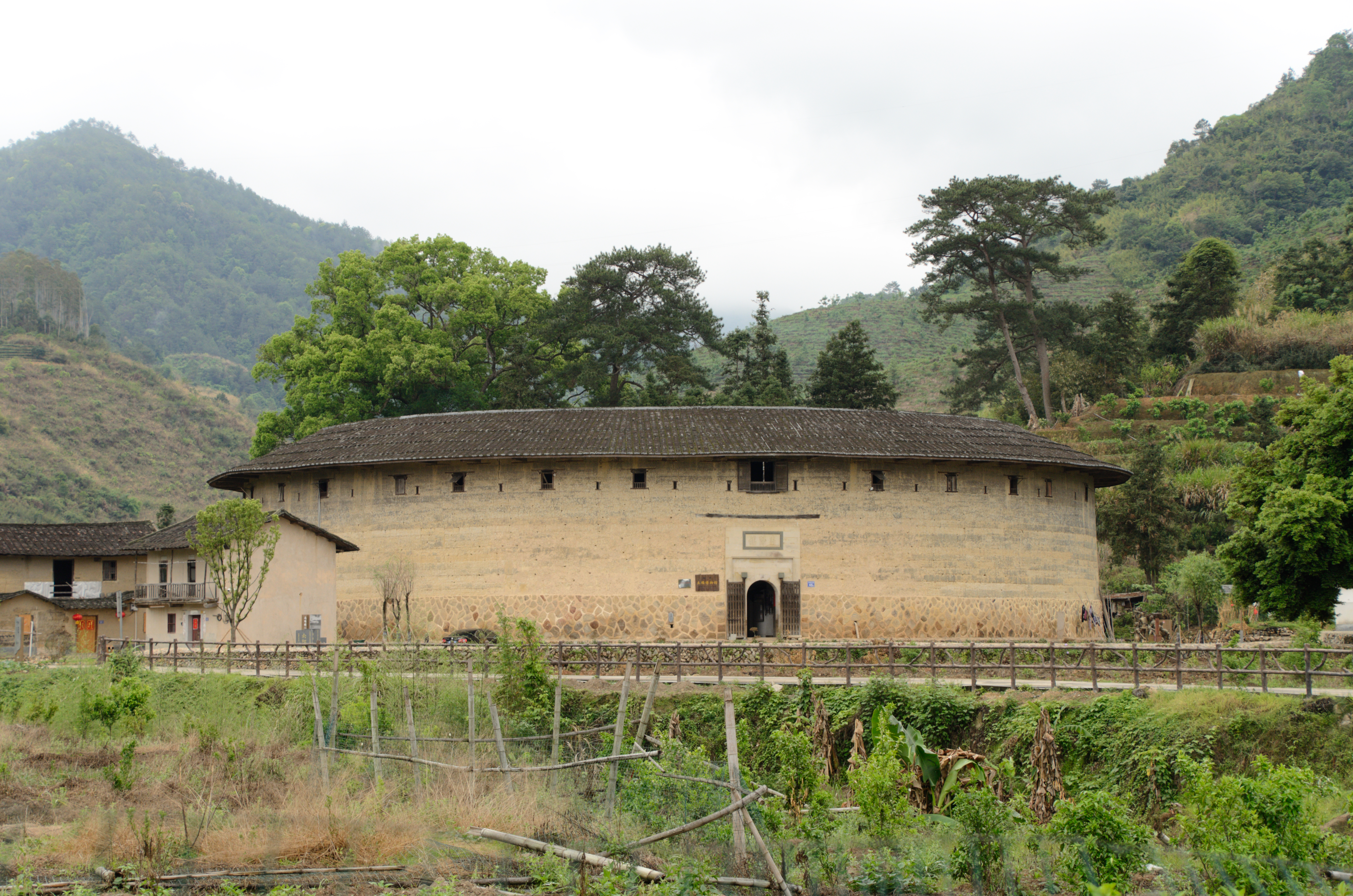
大地村南阳楼

### 南溪土楼群
位于永定县湖坑镇新南村、南中村、南江村、实佳村，有百余座土楼，包括衍香楼、环极楼、八角楼、蛟塘土楼群等。

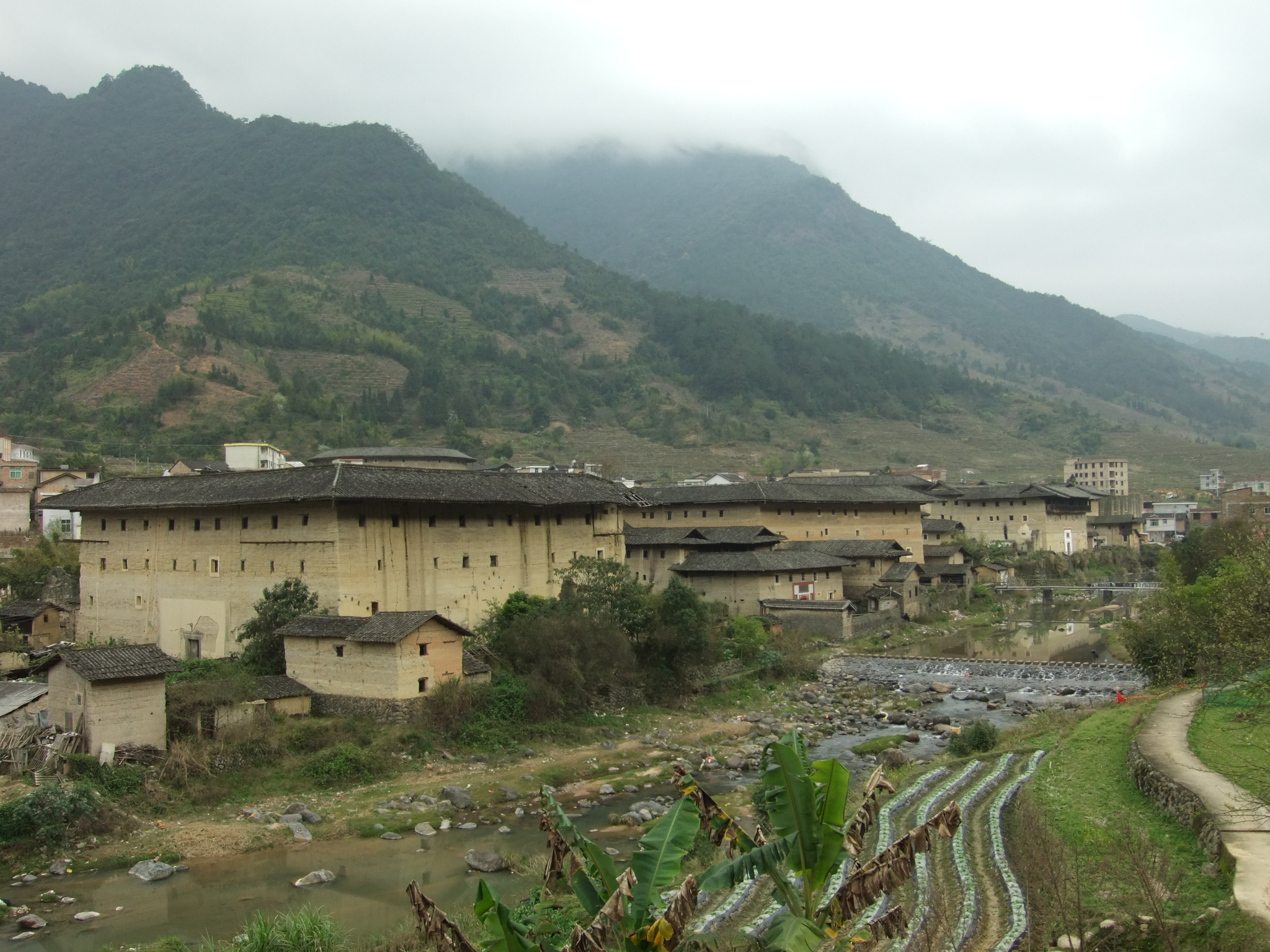
湖坑南中村
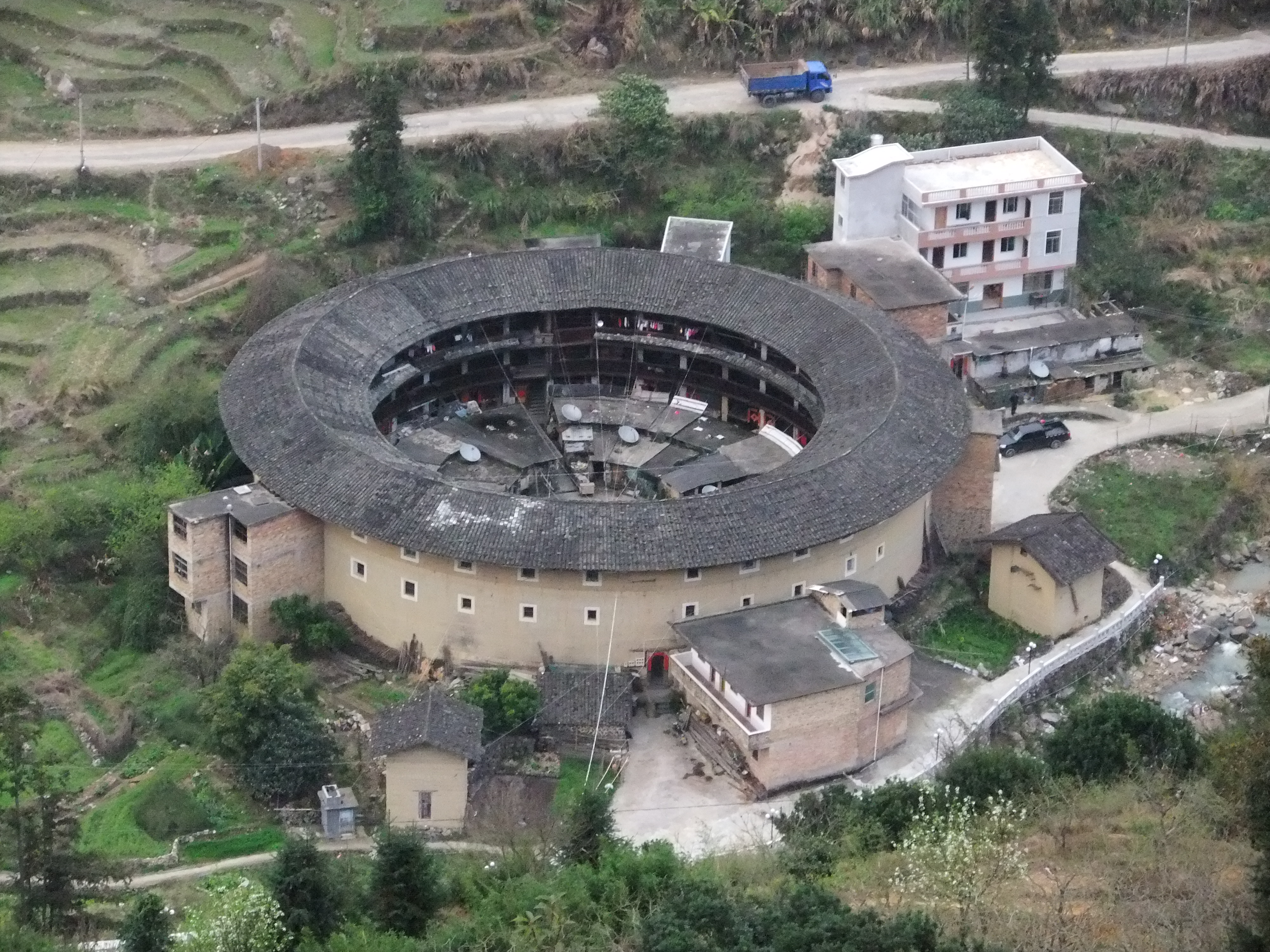
南江村土楼

## 营造技艺

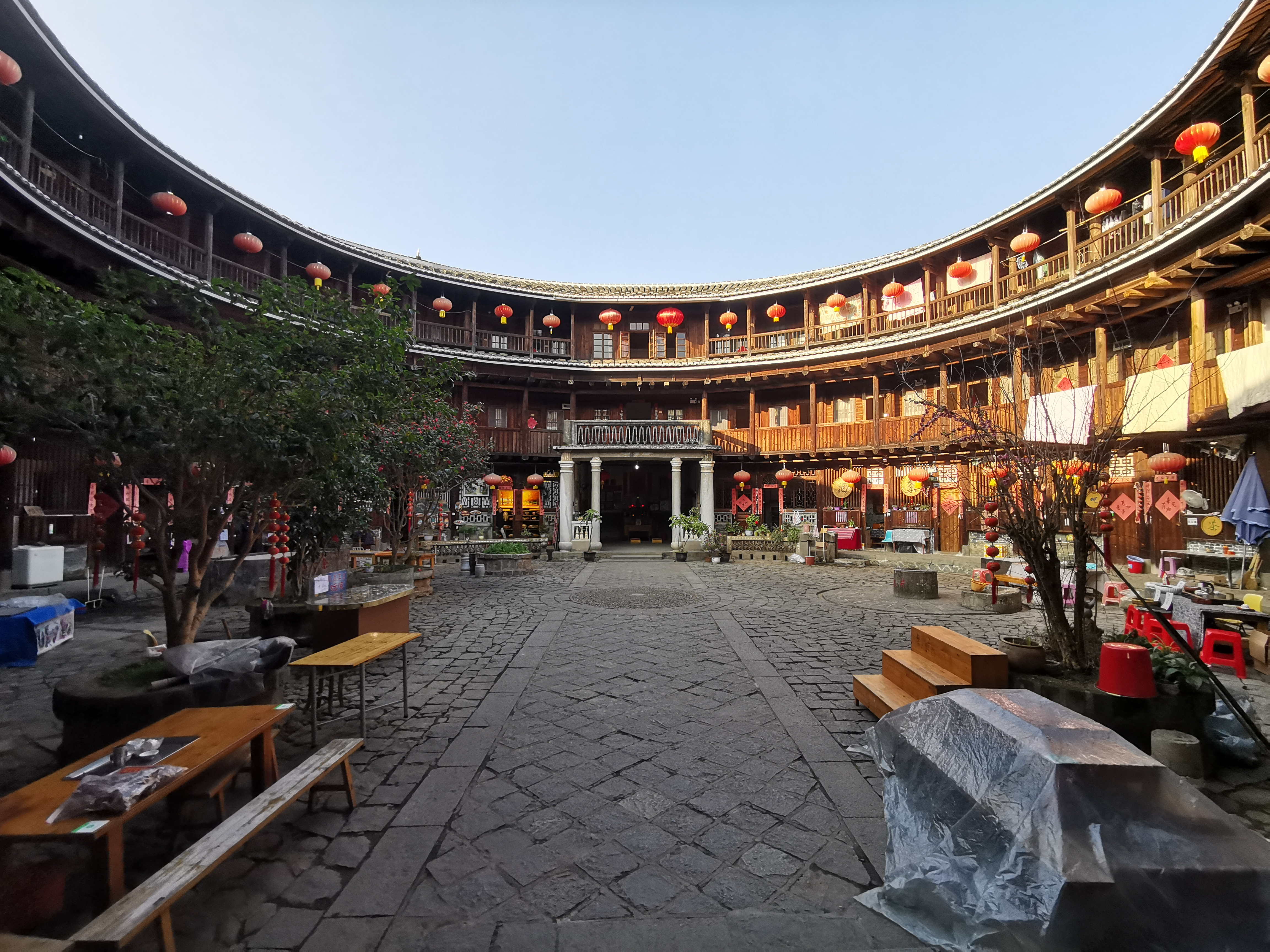

土楼的营建技艺是国家级非物质文化遗产。根据《客家土楼营造技艺》非物质文化遗产传承人徐松生所说，土楼用土“田间腐殖质下面一层泥土最好”，含水量宜在18%。整墙是整个工程中的难点，需要“倾斜一些”晒干后才能垂直于地面。后期防水也非常重要。
材料
就地取材，由红壤（生土）为主要建筑材料，掺上杉木条、鵝卵石、石灰、細砂、竹片、糯米粉汤、红糖、蛋清夯造而成，楼顶覆以火烧瓦盖。因此大型的土楼需要家境殷实的人家集数代人之力才能造成。
布局
一楼为厨房，二楼贮藏粮食堆放农具，三楼卧室。
一楼、二楼不向外开窗。三楼以上才对外开窗。
有的土楼在高处建有瞭望台。

## 土楼的防卫系统
土楼的外墙底层多由花岗岩石块和大粒河卵石磊成，以三合土粘连，厚度一公尺至兩公尺，不怕敌人火攻；厚实的土墙，箭矢子弹不入，还可以抵挡炮弹。
1934年，国军包围据守一座土楼的共軍時，曾炮轰土楼，十九发炮弹只在土楼外墙留下小坑。石墙部分一般向下深筑兩公尺，以防敌人挖地洞。外墙底部一二层不开窗，十分严密。大门的门框由大块花岗岩凿成，大门用二、三寸厚的木板制造，外包铁甲。为防敌人火攻，大门顶部筑有灭火水槽。土楼外墙最高层，四周设有射击孔，土楼居民可以从射击孔用槍械居高临下射击来犯的强盗或敌人。射击孔外小内大，便于枪管左右上下移动。
土楼的环形走廊，俗称走马廊，利于防卫人員和弹药的调动。一些土楼如二宜楼，设有走马廊，代之以紧靠外墙内壁的环形通道，作为战时人員弹药调度。福建西南许多村落的土楼，更聚合成土楼群，形成联防布局，易守难攻。土楼底层仓库储备粮食弹药，可以维持几个月。在紧急情况下，土楼内还有暗道，通往邻近土楼或田野，便于居民撤退。

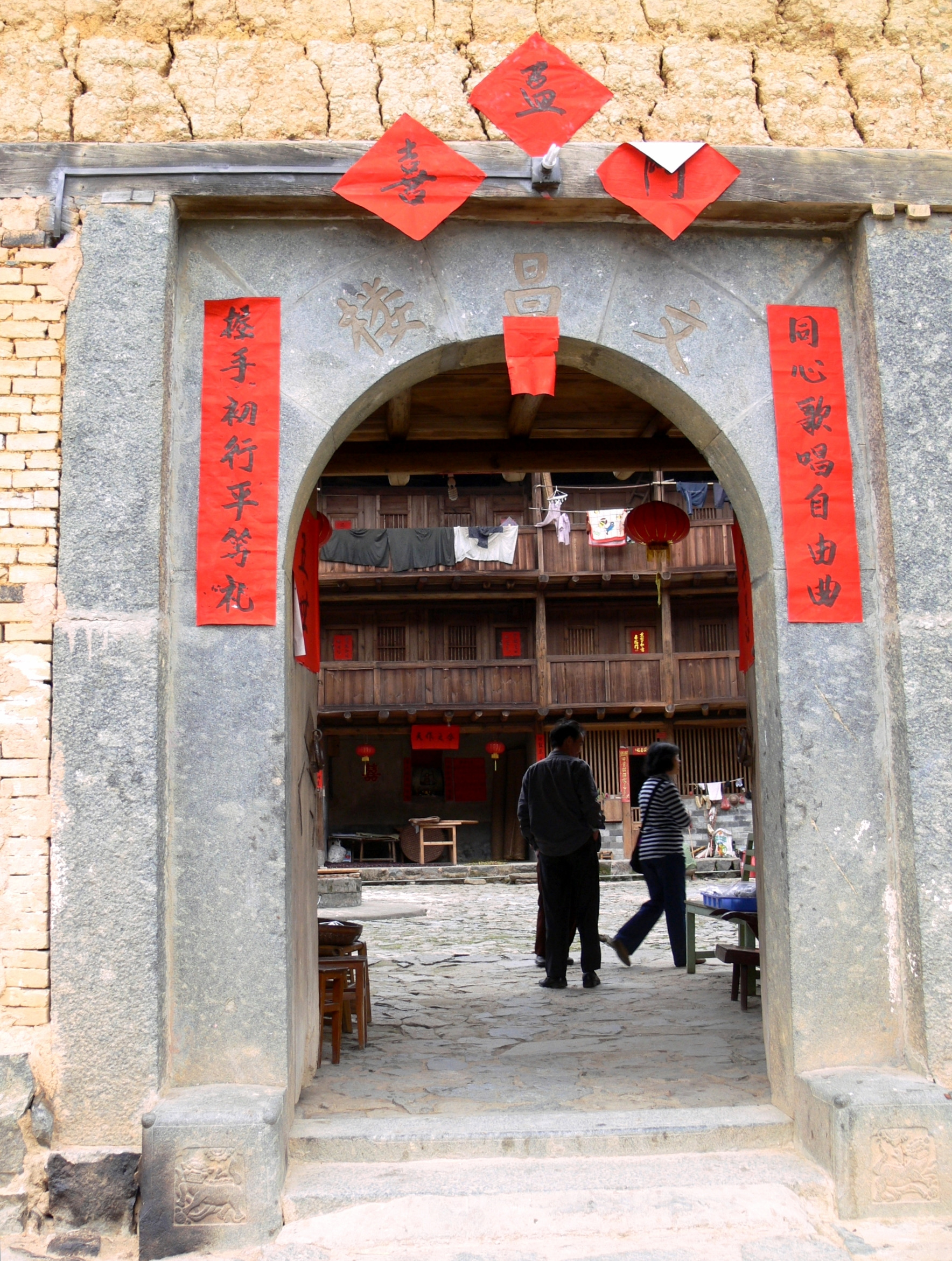
花岗岩门框
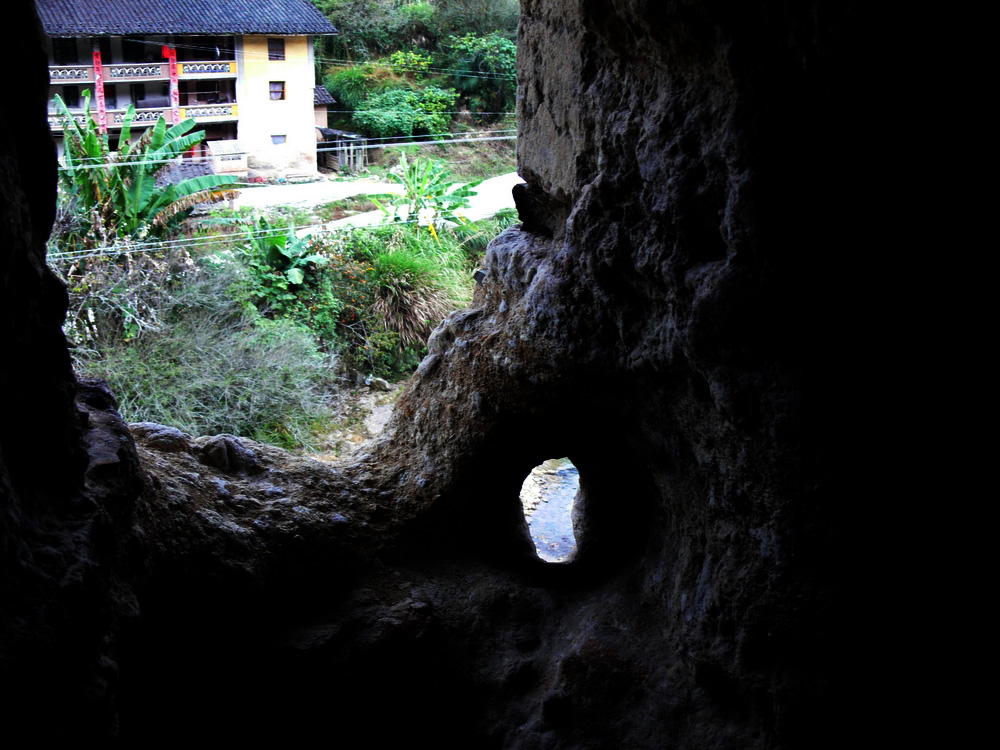
承启楼的射击孔
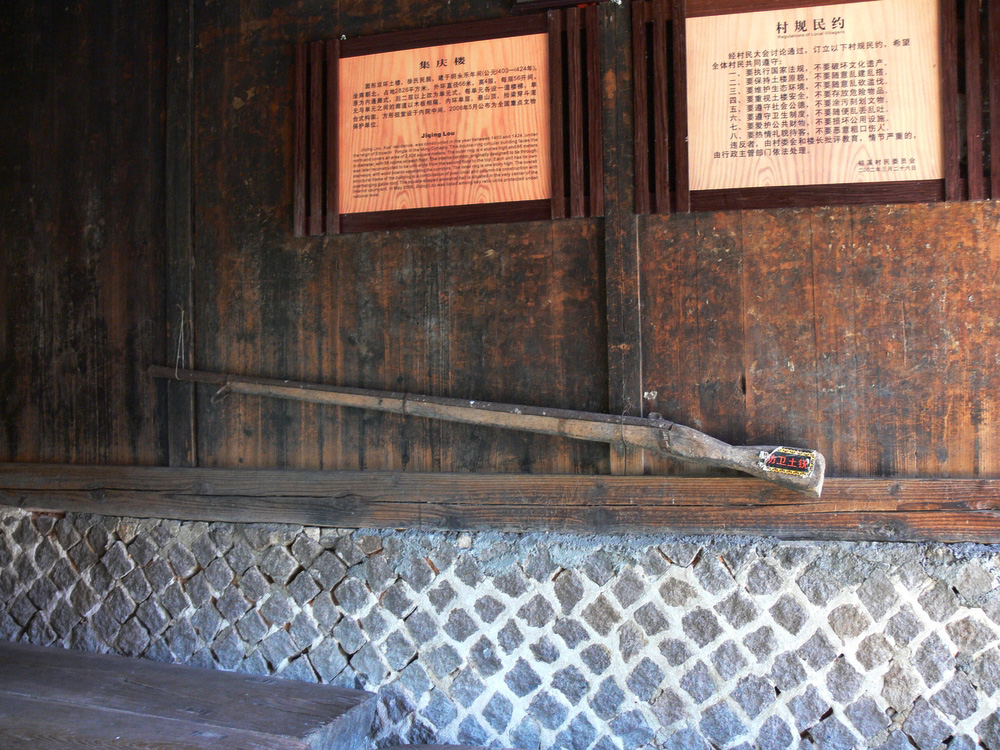
集庆楼的介紹欄、村民規約欄與置於其下的「防衛土銃」

## 今日土楼
在申遗成功之后，到永定县参观福建土楼的游客，大幅增加。从2007年的不到一百万人，到2012年超过四百万人次。

## 轶闻
在中国大陆网络中流传一个传闻，指美国通过间谍卫星观测发现这些土楼时曾怀疑是导弹发射井，直到能派出人员实地考察才发现识别错误。

## 外部連結
- 河合洋尚：〈景观人类学视角下的客家建筑与文化遗产保护〉 （页面存档备份，存于）。